# Искусство Китая
Искусство Китая — совокупность элементов искусства народов Китайской Народной Республики на протяжении её истории.
Вопросы культуры и искусства Китайской народной республики, включая управление национальными музеями, поощрение и защита искусства находятся в ведении Министерства культуры КНР.

## История
Искусство Китая создавалось многими поколениями народов, живущих в Китайской народной республике. Искусство создавалось под влиянием искусства народов Месопотамии, Персии, буддийской Индии, азиатских кочевых народов, ближневосточных племён, китайских традиций, их философских и религиозных воззрений. Всё это позволило создать своеобразное искусство Китая. Особенностью классического китайского искусства является то, что его предметом является не человек, с его духовными идеалами, а жизнь природы. На территории Китая впервые в мире создали звёздные карты, лунный календарь, компас, сейсмограф, бумагу и чернила и т. д. Китайская цивилизация лежит в основе таких культурных традиций таких Восточных стран как Япония, Корея, Индокитай, Монголия. Самые старые находки китайского искусства датируются 3000 г. до н. э. Это керамика, геометрический орнамент, соединённые кости, полированные каменные инструменты. В 3000 до н. э. находили чёрную неорнаментованую керамику.

### Живопись
Китайская живопись зародилась в древнем Китае. В эпоху Тан и Сун создаются наиболее известные произведения. К мастерам живописи Китая относятся: У Даоцзы (680—740), Ли Сысюнь (651—716), Ли Чжаодао (675—741), Ван Вэй (701—761), Хань Хуан (723—787), Хань Гань (706—783), Чжан Сюань (714—742), Ван Ай, Ся Гуй (1195—1224), Ма Юань (1190—1279), Ми Фэй (1051—1107), Ван Симэн (1096—?), Хуэй-цзун (1082—1135), Чжан Цзэдуань (1085—1145), Вэнь Тун (1019—1079), Го Си (1020—1090), Янь Вэньгуй (кон. X — нач. XI вв.).
Художники Гу Кайчжи и Чжан Сэнъяо считаются основателями китайской живописи, Лу Таньвэй — теоретиком Се Хэ, написавшим «Шесть законов живописи», У Даоцзы — основоположником пейзажной живописи — шань-шуй (кит. 山水, «живописание гор и воды»). Итальянец, придворный художник Джузеппе Кастильоне прожил в Китае около 50 лет, снискав высокое признание трёх китайских императоров: Канси (1662—1722), Юнчжэна (1723—1735) и Цяньлуна (1736—1795). Здесь он работал в технике китайской живописи, используя европейские художественные приёмы, и построил дворец в западном стиле при парке Юаньминъюань.

### Каллиграфия
Китайская каллиграфия и живопись взаимосвязаны, берут начало от древней китайской письменности, используют одинаковые предметы для работы — кисть, тушь, бумага, тонкий шелк. На китайских картинах присутствуют надписи. Древние тексты в стиле дачжуань (больших печатей) писались на бронзовых сосудах, распространённых в середине II — середине I тысячелетия до н. э. В годы правления императора Цинь Шихуанди (III в. до н. э.) для государственных документов установлен официальный стиль письма сяочжуань (письмена на малых печатях). В эпоху Хань официальный стиль письма переходит от сяочжуань к лишу. В дальнейшем появляются стили кайшу (регулярное письмо), синшу (деловое письмо) и цаошу (травянистый стиль или скоропись). Образцом письма является стиль дачжуань — модификация стиля гувэнь.
Мастерами каллиграфии были Хуай-у (735—800), Су Ши (1036—1101), Ми Фу (1052—1108) и Хуан Тинцзянь (1050—1105), каллиграфы династии Мин: Дун Ци-чань (1555—1636), Чжан Жуй-ту (1570—1641) и Ван До (1592—1652).
На результат работы оказывает влияние форма, размер, растяжение и тип волос в кисти, цвет и плотность чернил, скорость работы, структура поверхности бумаги и др. Каллиграф при письме использует разнообразный наклон кисти, давление на бумагу, направление письма.
Основные стили китайской каллиграфии — чжуаньшу, лишу, синшу, цаошу, кайшу.

### Скульптура

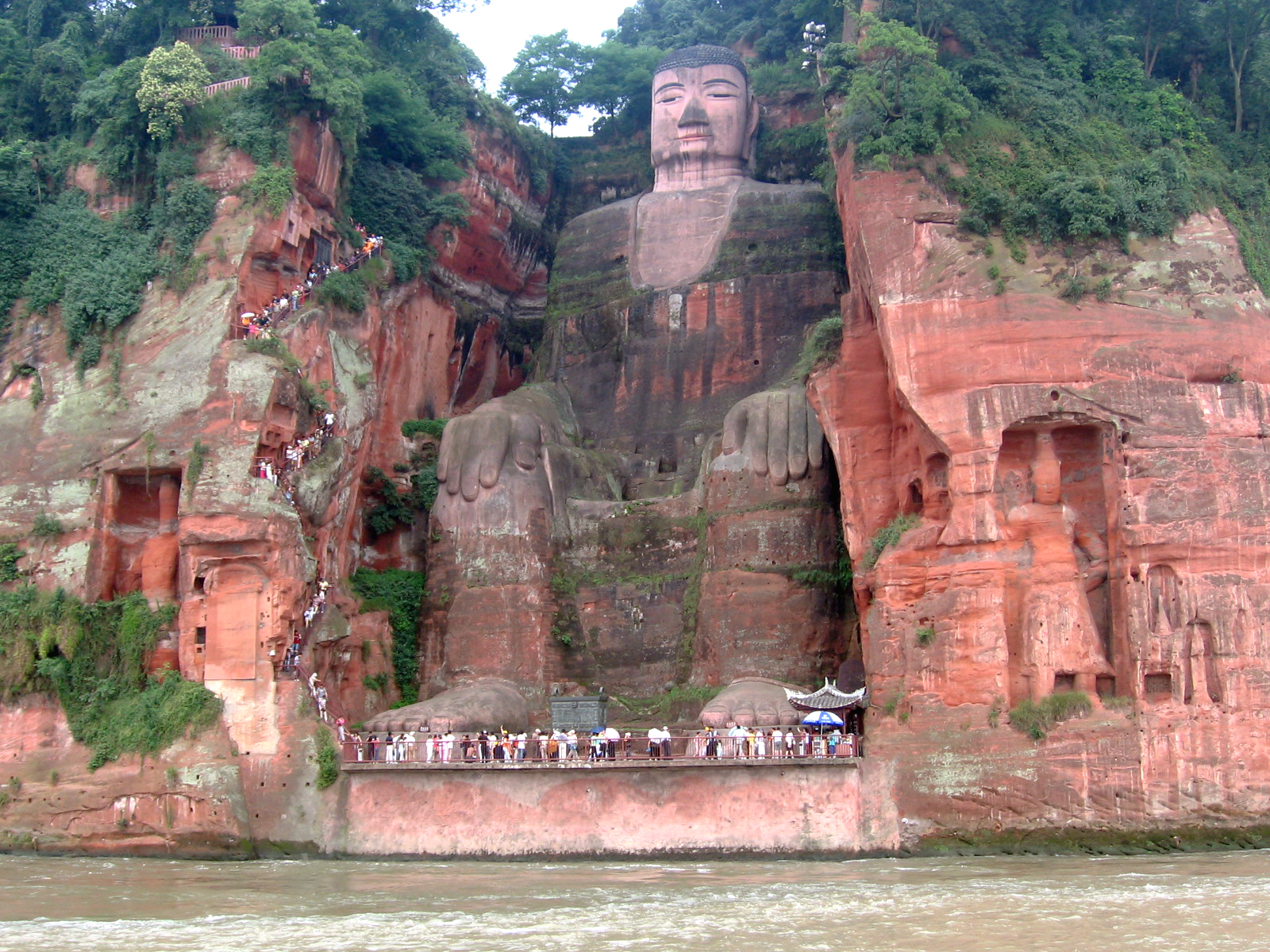
Скульптура Будды в Лэшань, Сычуань, Китай

Найденные при раскопках бронзовые сосуды свидетельствуют о наличии уже во 2-м тысячелетии до н. э. в Китае скульптурного искусства. Сосуды имеют разные формы, украшены изображениями зверей, птиц, чудовищ, фантастических узоров. Узор заполнял всю поверхность сосуда, не оставляя пустых мест.
К середине 1-го тысячелетия до н. э. формы бронзовых сосудов становятся более простыми. Рельефные узоры заменяются инкрустацией. В орнаменте — жанровые сцены (охота, жатва), сцены ритуальных обрядов.
В период Хань появились гравированные по кирпичу и камню рельефы, в период династии Шань в погребения стали складывать деревянные, а позже — глиняные фигурки. В период династии Цинь в захоронениях складывали керамические погребальные фигурки, терракотовые цинские погребальные статуи воина с конём высотой около в 185 сантиметров, скульптуры лошадей. Известно захоронение 8099 полноразмерных терракотовых статуй китайских воинов и их лошадей у мавзолея императора Цинь Шихуанди в Сиане (210—209 гг. до н. э.) — Терракотовая армия.
В Китае таких каменных пещер около 120. Наиболее известные — пещеры Юньган в провинции Шаньси, Лунмэнь в провинции Хэнань и Пещеры Могао в провинции Ганьсу. В Юньганских пещерах — 53 помещения с около 51 тысячами статуй, самая большая из которых имеет 17 метров высоты. Наиболее известна 14-ти метровая статуя Будды Шакьямуни в 20-й пещере.

### Архитектура

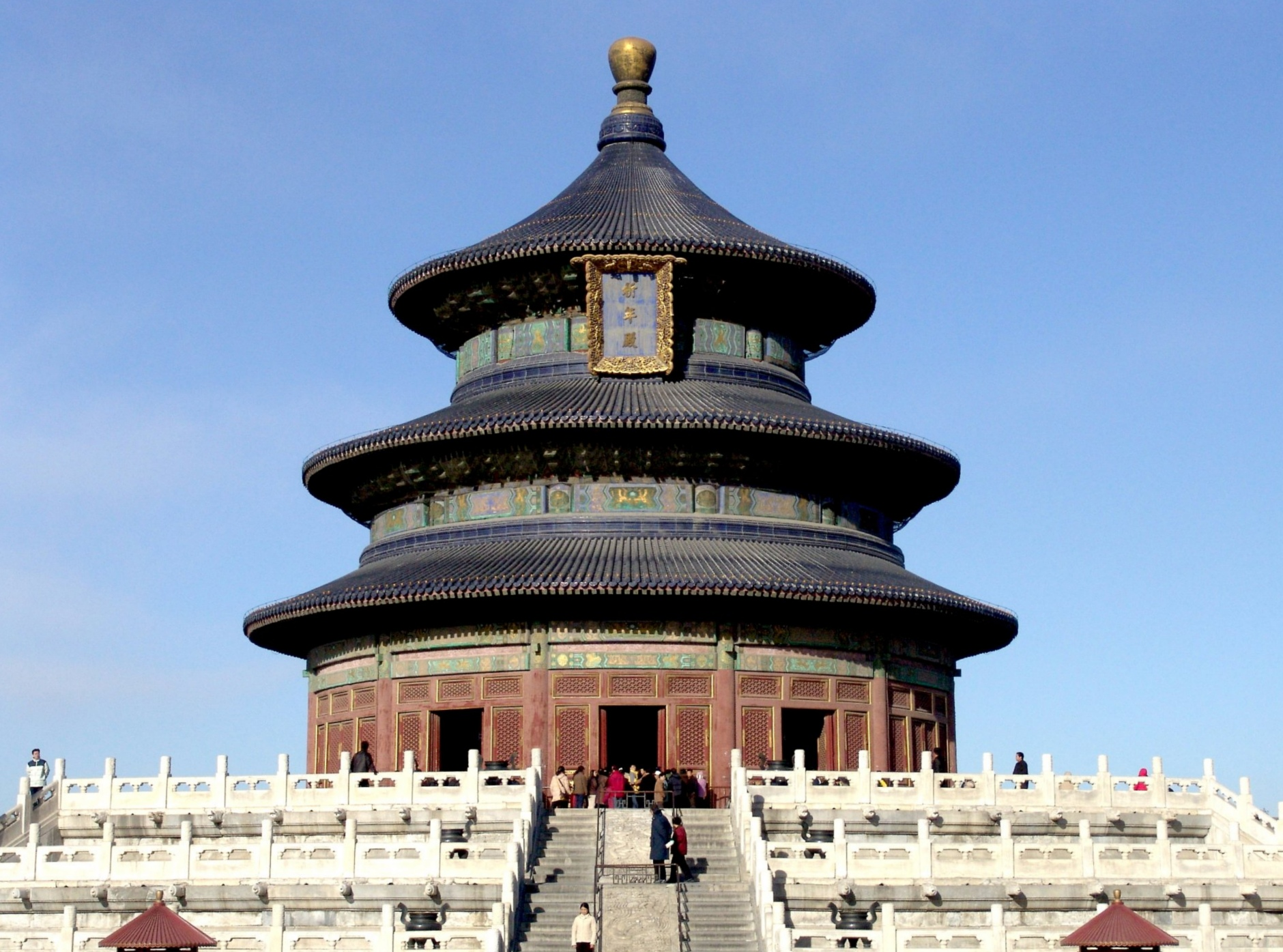
Храм неба

Архитектура Китая складывалась из фасадов, выходящих на улицу, обычно без окон и использовании красок для украшения зданий. Особое внимание уделялось извилистым дорожкам в саду, которые инкрустировали камешками, цветным песком в форме иероглифов, сюжетов из народных сказок и легенд. В древности в Китае считали, что духи не могут передвигаться по извилистым тропинкам и коридорам, а двигаются только прямолинейно или под прямым углом.

### Музыка

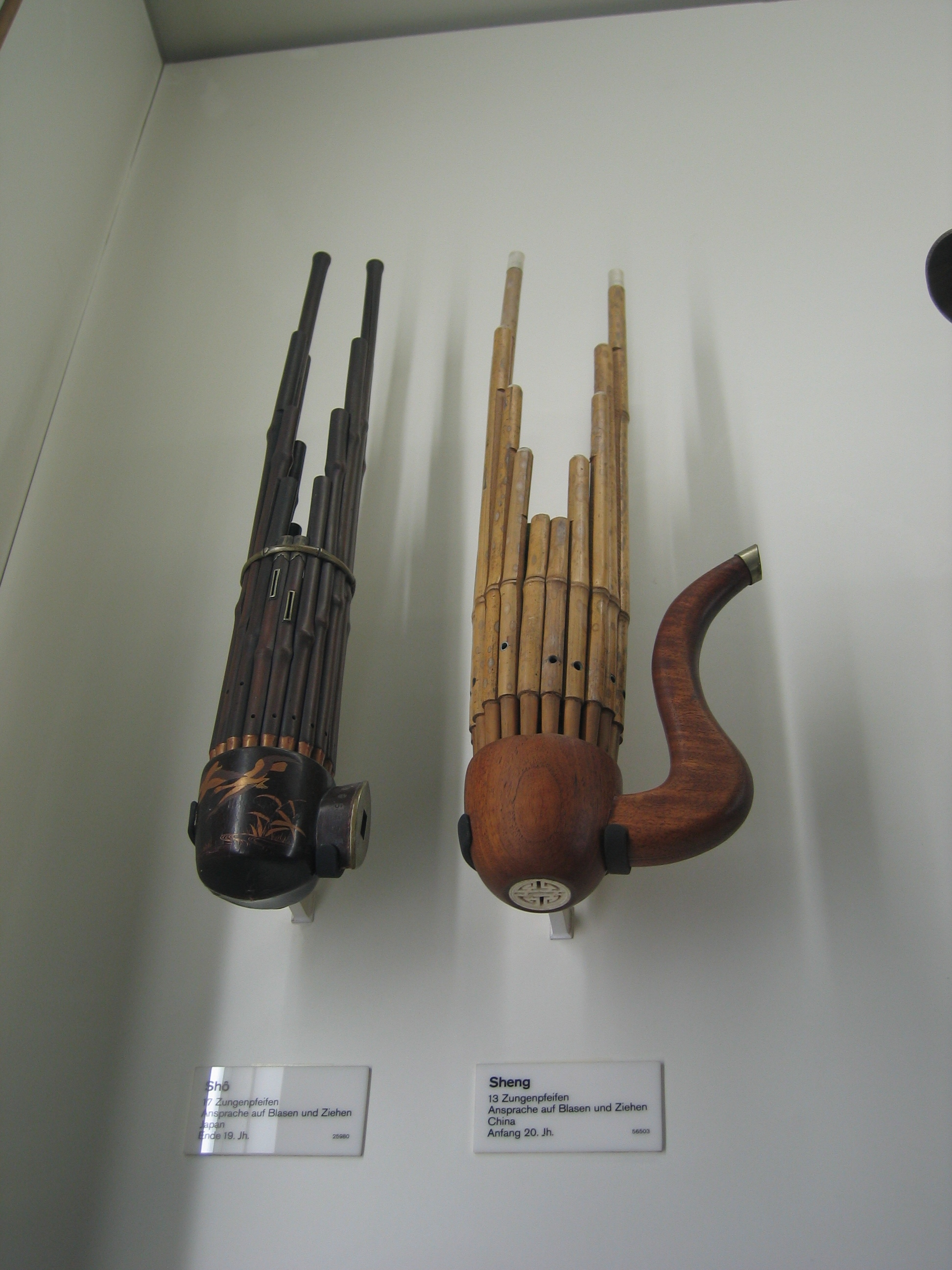
Китайские флейты конца 19 в. начала 20 в.

Музыка — древнейшее из искусств в Китае. В китайских исторических памятниках описаны песенно-плясовые представления, посвящённые сбору урожая и жертвоприношения духам.
Китайцам издавна были известны ударные и духовые инструменты. Древнейшими музыкальными инструментами, найденными на территории Китая (VII—IV тыс. до н. э.) были свистульки, костяные дудочки. Известны шаровидные глиняные окарины, литофоны (цин), бронзовые колокола (чжун) и другие музыкальные инструменты.

### Опера

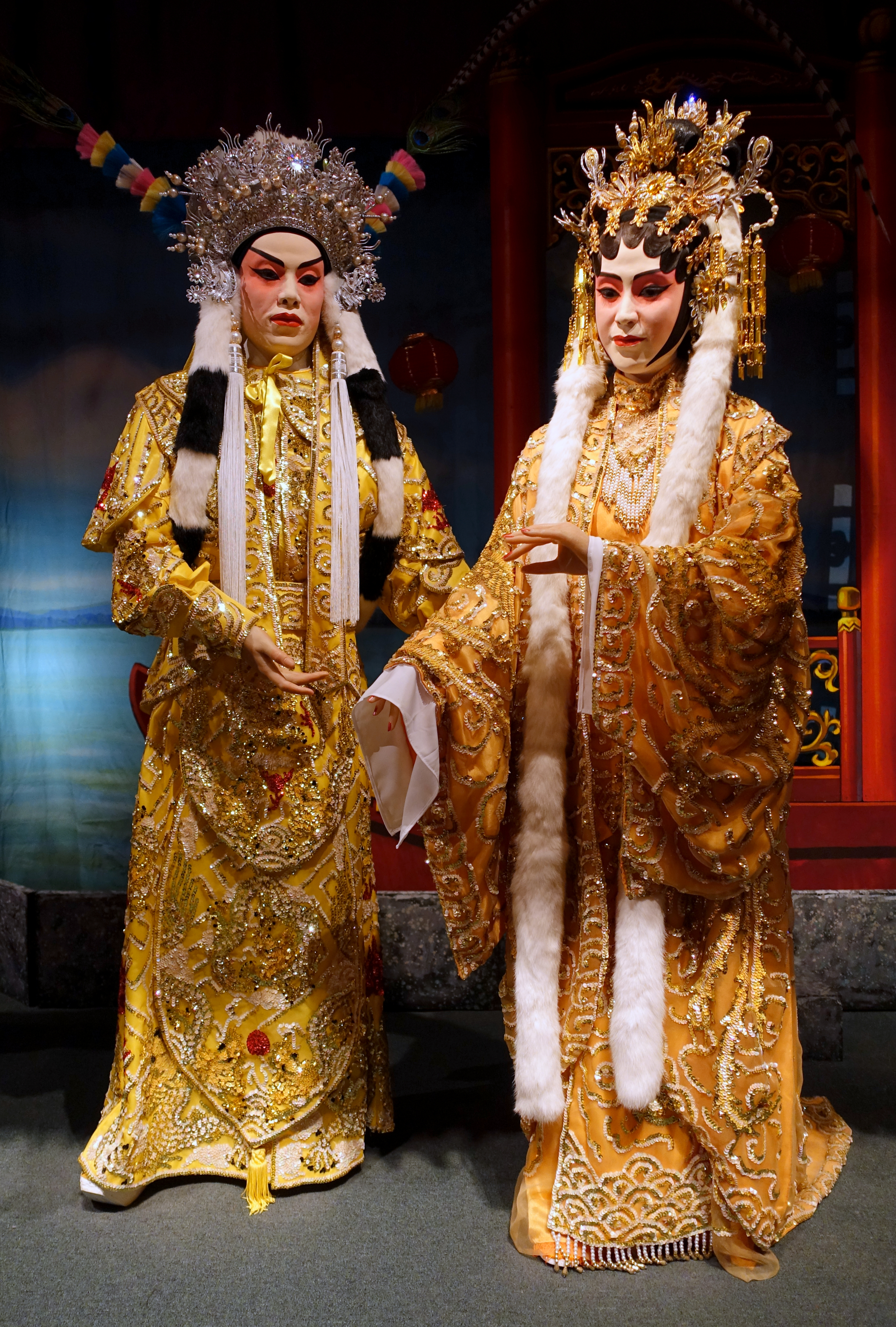
Костюмы в Китайской опере. Гонконгский музей истории.

Опера — популярный жанр китайского искусства. Оперы выступают и в качестве источника материала для написания
картин. Опера возникла со времён династии Тан, в правление императора Сюань-цзуна (712—755). Первой оперой была «Грушевый сад». Цинские императоры и императрицы: Шуньчжи, Канси, Юнчжэн, Цяньлун, Цзяцин, Даогуан, Тунчжи, Цыси, Гуансюй — принимали участие в подготовке и проведении театральных представлений, что подчёркивало важность театрального искусства.
Несут смысловую нагрузку также маски, грим, бороды, костюмы героев и используемые предметы. Так атрибутами военного командира в китайской опере являются треугольные флажки, крепящиеся к доспехам. Строго регламентировались бороды. Разделённые на три части бороды свидетельствовали об их носителе, как интеллигенте; плотная щетина на обеих щеках — могучий герой из высшего общества; борода, не закрывавшая рот — драчливый нрав героя; три жидких пряди — актёр-комик; две коротких пряди — слуга.
Важность китайской оперы подчёркнуто выпуском в Китае с 1949 по 2011 годы около 30 серий марок, посвящённых опере. Так в серии 1980 года «Образы масок пекинской оперы» выпущены марки с изображениями Мэн Лян из «Пещеры Хунъяндун», Ли Куй из пьесы «Чёрный вихрь» (Хэй сюаньфэн), Хуан Гай из «Встречи героев», Сунь Укун из «Переполоха в Небесном дворце», Лу Чжишэнь из «Леса диких кабанов», Лянь По из «Перемирия генералов», Чжан Фэй из «Болота цветущего камыша» (Лухуа дан), Доу Эрдунь из «Похищения императорского коня» (Дао юйма).
Современные китайские оперы «Брат и сестра осваивают целину» (40-е годы XX века), «Седая девушка», «Люлулань», «Цзянцзе», «Красногвардейский отряд Озера Хунху», «Красные кораллы» повествуют о борьбе против японских захватчиков, против помещичьих притеснений.

### Танцы

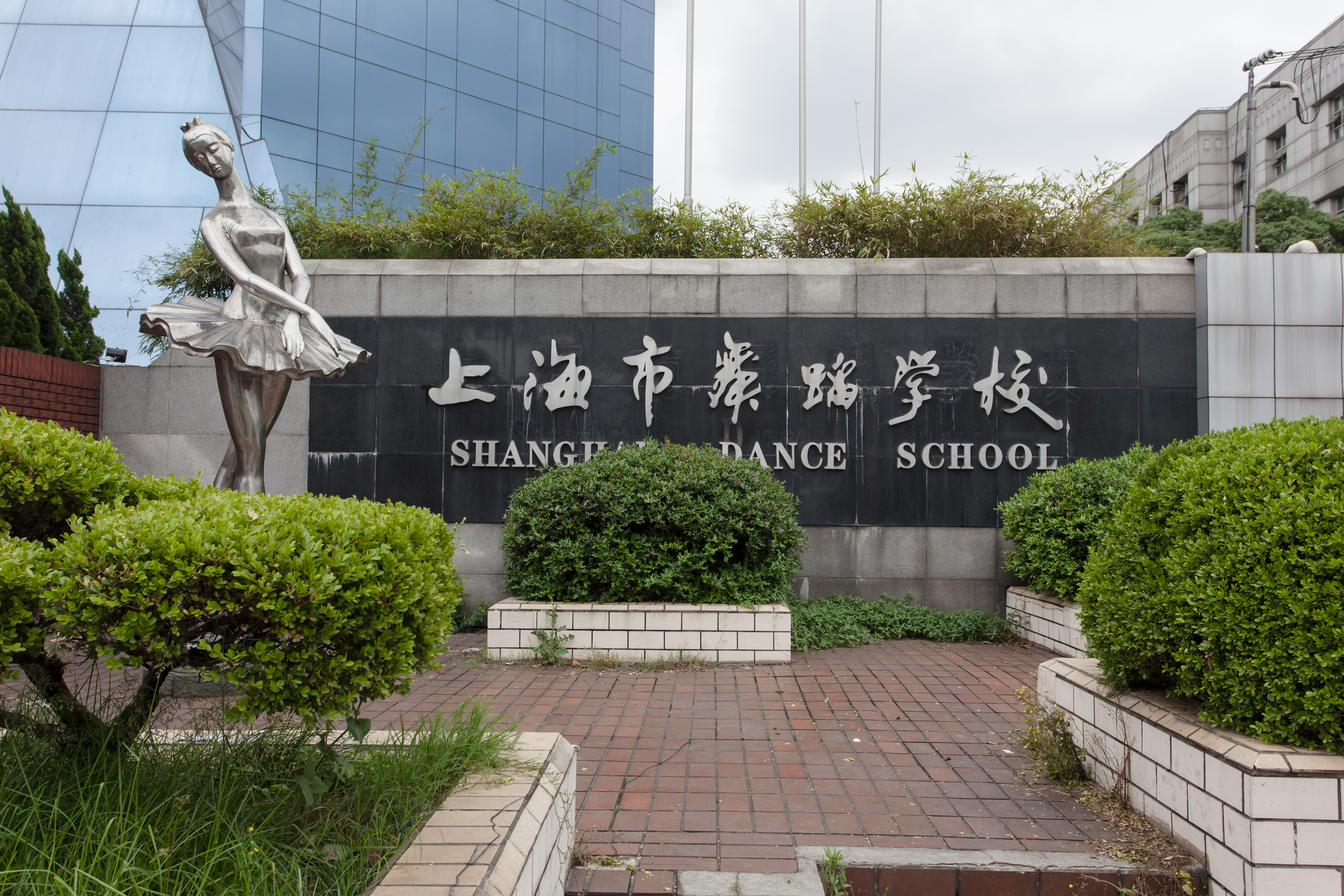
Шанхайская школа балета

Китайский классический танец имеет древнюю историю. Древние китайские танцы были связаны с жертвоприношениями. Первые танцевальные школы в Китае были созданы в XXI веке до н. э. в эпоху династии Ля. При династии Чжоу существовали учреждения Да Сы Юэ для проведения праздников и церемоний для императора. В этих церемониях принимали участи 1463 человека. В дальнейшем танцы были регламентированы. Так в императорском танце участвовало 8 рядов исполнителей по 8 танцоров, в танце для князей — шесть рядов по шесть исполнителей. В эпоху Хань церемониальным танцам обучали в школах Тай юэ шу, а национальным танцам — в школах Юэфу. Расцвет танцевальной культуры приходился на эпохи Тай и Тан. Основными ритуальными танцами этого времени были вэнь-у (медленный танец в чёрных костюмах с коронами на головах танцоров, с кадилом одной руке и перьями птиц в другой) и танец у-у — с энергичными движениями, красным щитом в руке и в красной одежде. Многое взял классический китайский танец из китайской оперы.
Философия китайского танца — в гармонии человека с природой, поклонение высшим существам. Китайский танец вобрал в себя народные основы, придворные танцы, искусство китайской оперы, боевых искусств, китайскую философию.

### Театр

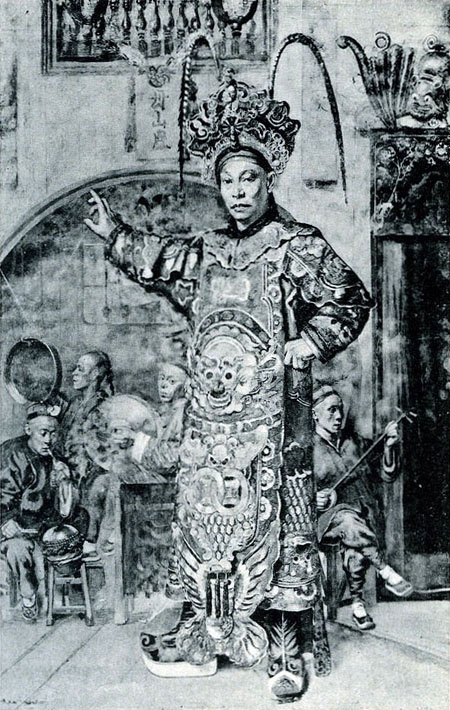
Выступление китайского актёра. 1892 г.

Истоки театрального искусства Китая связаны с народными песнями и плясками. В памятнике китайского письменности «Шицзин» говорится о существовании в Китае в начале 2-го тысячелетия до н. э. обрядовых песенно — плясовых представлений, проводившихся во время молитв духам.
Древнейшими в Китае были кукольные представления, возникшие во времена «Весны и Осени» (770—475 гг. до н. э.). Первые куклы были деревянными, позже — вылепленные из глины. Для представлений лепились куклы воинов, хранителей, животных в натуральную величину.
В эпоху Чжоу (XII—III века до н. э.) были распространены пантомимы, цирковые представления байси («сто игр») с поэтическими текстами.
В Танскую эпоху (618—907 гг.) были распространены уличные представления. Их сюжеты брались из романов своего времени. Игрались фарсы «игра о цаньцзюне», в X—XII веках — цзацзюй («смешанные представления») и пьесы «юаньбэнь». В фарсах было несколько несколько частей, в которых участвовало около 5 действующих персонажей. В эту-же эпоху в Китае зародился театр теней, ставший одним из символов Китая. В эпоху Сун (960—1279) театр теней достиг расцвета и распространился по всей территории Китая.
На рубеже XI—XII в Китае возник жанр «наньси», объединяющий элементы фарсов-цзацзюй и песенно-танцевальных форм. В форме театральных постановок с прозаическими частями и музыкальными ариями игрались прозо-поэтические сказы чжугундяо (XII—XIII века).
В XIII—XIV веке в Китае игрались драмы цзацзюй, для которых характерно деление пьесы на 4 акта и вводную сцену — сецзы. Акты пьес строились на пении персонажа. Свой вклад в драматургию внесли Гуань Ханьцин (пьеса «Обида Доу Э»), Ван Шифу («Западный флигель»), Бо Пу («Дождь в платанах»).
Особенностью искусства театрального актёра в Китае было аллегорическое использование театрального реквизита, игра с воображаемыми предметами. Один и тот-же предмет в зависимости от ситуации мог изображать стол, гору, алтарь и др.
В 1930-е годы в Китае начали ставить пьесы русских и западноевропейских драматургов: «Ревизор» Н. В. Гоголя, «Гроза» А. Н. Островского, «На дне» М. Горького, «Нора» Г. Ибсена.
Во время антияпонской войны в Китае распространилась сельская театральная самодеятельность. В драматических кружках игрались пьесы о жизни народа, его трудовом энтузиазме, боевых подвигах.
В 1954 году была создана Пекинская балетная школа, а в 1958—1959 годах в Пекине — первая профессиональная балетная труппа Китая. В репертуаре труппы классические балеты и национальные спектакли.

### Кино

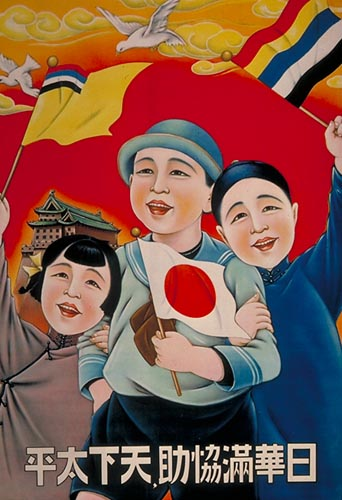
Рекламный плакат фильма Японско-китайско-маньчжурской кинокомпании

История китайского кино ведёт начало с 1905 года. В это время пекинский фотограф Жэнь Цинтай снял на плёнку сцены из спектакля «Битва при Динцзюньшане» с актёром Тань Синпэем в главной роли.
Первая кинокомпания «Азия Фильм» была основана в 1909 году Бенджамином Бродским. В 1917 году шанхайское издательство «Шанъу» начало съёмку хроникальных и театральных фильмов. В 1921 году был снят первый полнометражный художественный фильм «Янь Жуйшэн».
В 1925 году была образована крупнейшая кинокомпания — «Тяньи», выпускавшая фольклорные драмы. кинокомпания провозглашала борьбу с европеизацией кинематографа.
С 1930 годов кино Китая приобретает гражданскую ответственность. Примером является фильм «Яростный поток» (1933 год; компания «Минсин»), в котором была показана эксплуатация крестьян помещиком. Тяжкий крестьянский труд крестьян был показан в фильмах «Весенние шелкопряды» Чэн Бугао (1933) и «Песнь рыбака».
В 1930-х годах в Китае работали три крупные кинокомпании: «Минсин» и «Тяньи», «Ляньхуа». В эти годы появились китайские кинозвёзды: Чжан Чжиюнь, Ху Де, Жуань Линъюй, Чжоу Сюань, Чжао Дань, Цзинь Янь. К известным фильмам этого периода относятся «Новые женщины» (1934), «Сын рыбака» (1934), «Перекрёстки» (1937), «Уличный ангел» (1937).
Вторжение Японии в Китай и оккупация Шанхая, который являлся центром киноиндустрии, положило конец китайскому кинематографу. Кинокомпании (за исключением «Синьхуа») закрылись, деятели кино покинули Шанхай, уехав Гонконг, Чунцин и др.
После 1945 года киноиндустрия Китая продолжила развитие. Возникли новые киностудии. В 1946 году в Шанхай вернулся Цай Чушэн. Здесь он основал «Кинообщество Ляньхуа».
После образования КНР в 1949 году власти уделять кинематографу пристальное внимание. С 1951 года старые китайские фильмы были запрещены. Начали сниматься новые фильмы, показывавшие жизнь пролетариата, солдат. Количество кинозрителей возросло с 47 миллионов в 1949 году до 415 миллионов в 1959 году. За 17 лет от образования КНР до Культурной революции (1965 г.) снято 603 художественных фильмов и 8342 документальных.
Во время Культурной революции все снятые раньше фильмы были запрещены. В это время было выпущено несколько новых фильмов, включая балетную версию революционной оперы «Красный женский отряд». С 1967 по 1972 годы художественные фильмы не снимались. После 1972 года кинопроизводство развивалось под контролем «банды четырёх». В это время снят фильм режиссёра Ли Вэньхуа «Разрыв со старым».

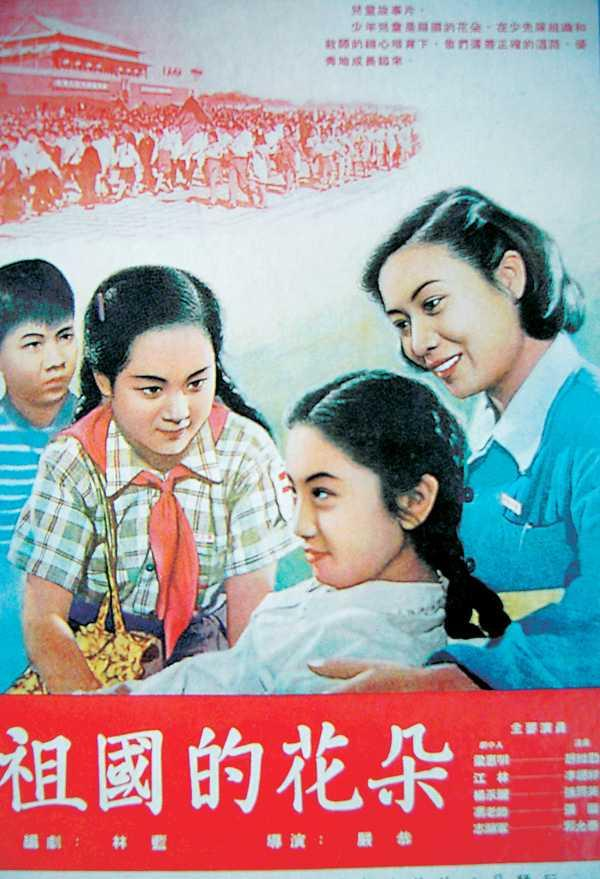
Китайский фильм «Цветы Родины». 1955 г.

После окончания Культурной революции снимались психологические травмы, причинённые этим периодом китайской истории. Фильмами на эту тему являются работы Се Цзиня «Легенда горы Тяньюньшань» (премия «Золотой петух» 1981 года) и «Посёлок Фужун» (премия «Золотой петух» 1987 года).
В 1990-е годы в Китае снимались фильмы совместно с иностранными компаниями. Известными представителями режиссёров этого времени были Цзя Чжанкэ, Ван Сяошуай, Чжан Юань.
После воссоединения Гонконга и Макао с КНР появились совместные фильмы, созданные режиссёрами из КНР, Гонконга и Тайваня. Это фильмы — «Крадущийся тигр, затаившийся дракон» (2000), «Клятва» (2005), «Хо Юаньцзя» (2006), «Полководцы» (2007), «Красный утёс» (2008—2009).
Особенностью современных китайских фильмов являются демонстрация боевых искусств и театральность постановок, не допускаются к показу ленты со сценами сексуального характера и жестокости.
В настоящее время в Китае работают талантливые режиссёры Се Цзин, У Тяньминь, Чжан Имоу, У Юсэн, Чэнь Кайгэ, Фэн Сяоган, Фэн Сяонин, Хуан Цзяньчжун. Популярны артисты Чжоу Сюань, Бай Ян, Цин И, Се Фан, молодые Цзян Вэн, Чэн Даомин, Пан Хун, Ван Чживэн, Чжоу Сюнь, Лу И, Тао Хун и другие. Проводятся ежегодные кинофестивали Шанхайский кинофестиваль, Золотая лошадь.

### Декоративно-прикладное искусство
Будучи изобретателями шёлковых тканей, китайцы делали из неё знамёна и зонтики, шили одежду. Имел значение цвет ткани: жёлтый цвет предназначался императору и императрице, лиловый — членам семьи императора, голубой — высшим военным чинам, красный — средним, чёрный — низшим чиновникам. В эпоху Тан в Китае началось производство расписных и вышитых шёлковых тканей.
Национальным видом искусства в Китае считается художественная резьба по нефриту. С древности из нефрита в Китае изготовляли украшения и ритуальные принадлежности, талисманы, чётки. Китайцы верили, что нефрит является символом благородства и снимает с них влияние злых сил.
Популярна также резьба по дереву. Многие древние памятники архитектуры Китая выстроены из дерева и декорированы резьбой по дереву, которая является значительной частью культурного наследия Китая. Видами резьбы является резьба по позолоченному дереву, резьба по самшиту. Китайские мастера вырезают по дереву как узоры, так и картины разных размеров.
Одним из самых ранних направлений прикладново-декоративного искусства является резьба по слоновой кости. Самые ранние из найденных археологами изделия из неё датируются возрастом более 3700 лет. Особенностью изделий является утонченная резьба с глубокой прорисовкой мельчайших деталей с преобладанием национальных мотивов. В Китае сформировались две основные школы резьбы по кости — Кантонская (Гуанчжоуская) и Пекинская. Первая характеризуется тонкостью и роскошным декором, пекинская школа отличалась более сдержанным декором и лаконичностью. Из слоновой кости вырезали веера, скипетры, заколки, палочки для еды, рукоятки ножей, чаши, декоративные решётки, украшения мебели и многое другое. Из неё также делали статуэтки божеств, святых подвижников и других персонажей. Особую славу китайским мастерам многослойные вложенные ажурные шары-головоломки, которые были настолько искуссно сделаны, что люди не могли поверить, что такие сложные вещи можно изготовить без помощи потусторонних сил и поэтому добавляли эпитет "дьявольский".

#### Орнамент

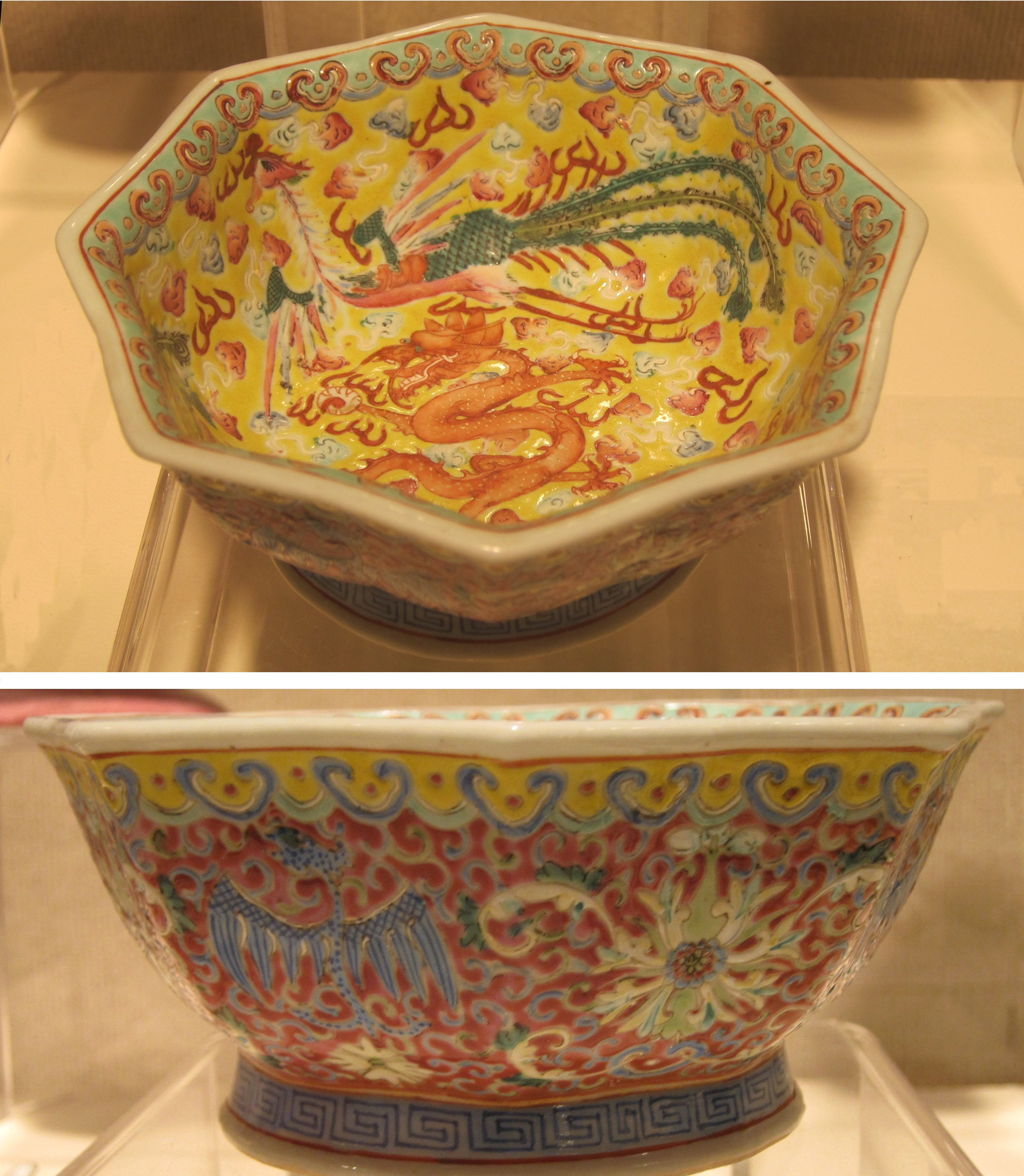
Восьмиугольная чаша с орнаментом в виде Дракона, птицы Феникс. Китай, XX в., глазурированная керамика.

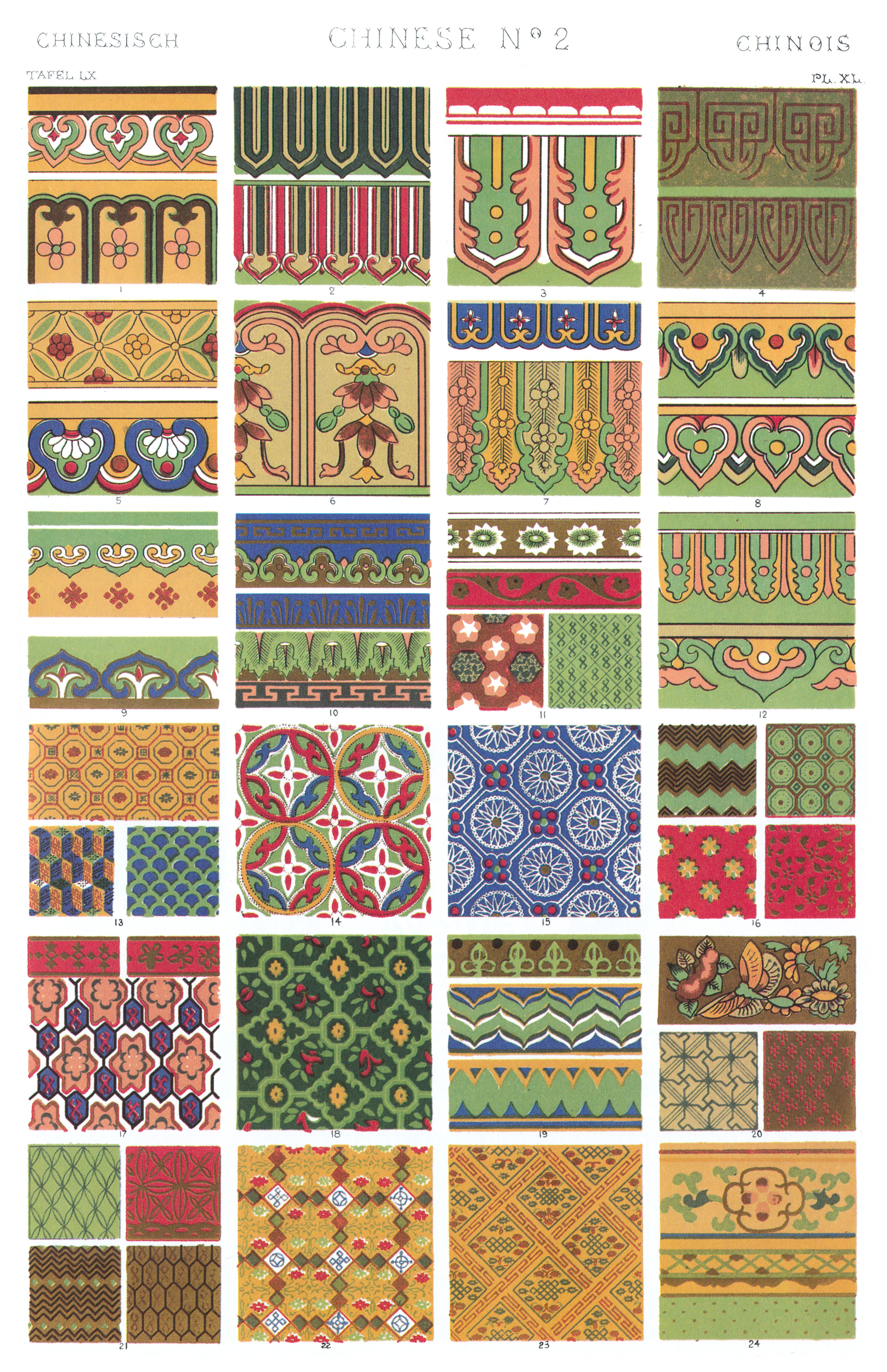
Элементы китайского орнамента

Орнамент представляет собой повторяющийся узор, предназначенный для украшения предметов быта (оружия, текстильные изделия, мебель, книги, керамика и др.), архитектуры (внутри и снаружи), искусства и др. Китайский традиционный орнамент имеет смысловую наполненность и большое разнообразие форм.
Элементы орнамента формировались с течением времени под влиянием как экономики, так и эстетических и религиозных воззрений народа. При династии Цинь орнаментальное искусство достигло расцвета с большим разнообразием форм. Во время династии Хань в орнаментах присутствовали как мифологические сюжеты, так сюжеты о труде (виноделие, ткачество, сев, сбор урожая), жизни знати, музыке и танцам, преданиям, божествам, природе (облака, кизил, головы змей, медная скоба). Осмысленность орнамента заключалась в свойствах предмета.
В годы расцвета буддизма в орнаментах появились узоры как с буддийским содержанием — изображения Будды Шакьямуни, Будды Матрейи, богини Гуаньинь, небесных музыкантов гандхарвов, буддийские сюжеты, так и цветы лотоса, жимолость, огонь, животные.
В период династий Суй и Тан в орнаменте преобладали цветы и птицы. Развивая реалистический стиль в искусстве, мастера изображали фонари, морские мотивы, детей, цветы и др. Популярной стала тема изображения четырёх времён года — виды цветов (пионы,
лотосы, хризантемы и цветы сливы) и трав в разное время года.
В династии Юань узоры стали небрежны. Темами орнамента стали история, пустоты заполнялись другим узором (иероглифическим орнаментом,
узором из свастик, помпонов). Частыми сюжетами стали — «три друга в зимнее время» (бамбук, сосна и слива), изображения птиц, лепестков
лотоса, водных цветов, пейзажей. Смысл орнамента «три друга в зимнее время» заключался в стремлении к воле и стойкости, «друзья» показывали, что преодолевая тяготы они сохраняют честность.

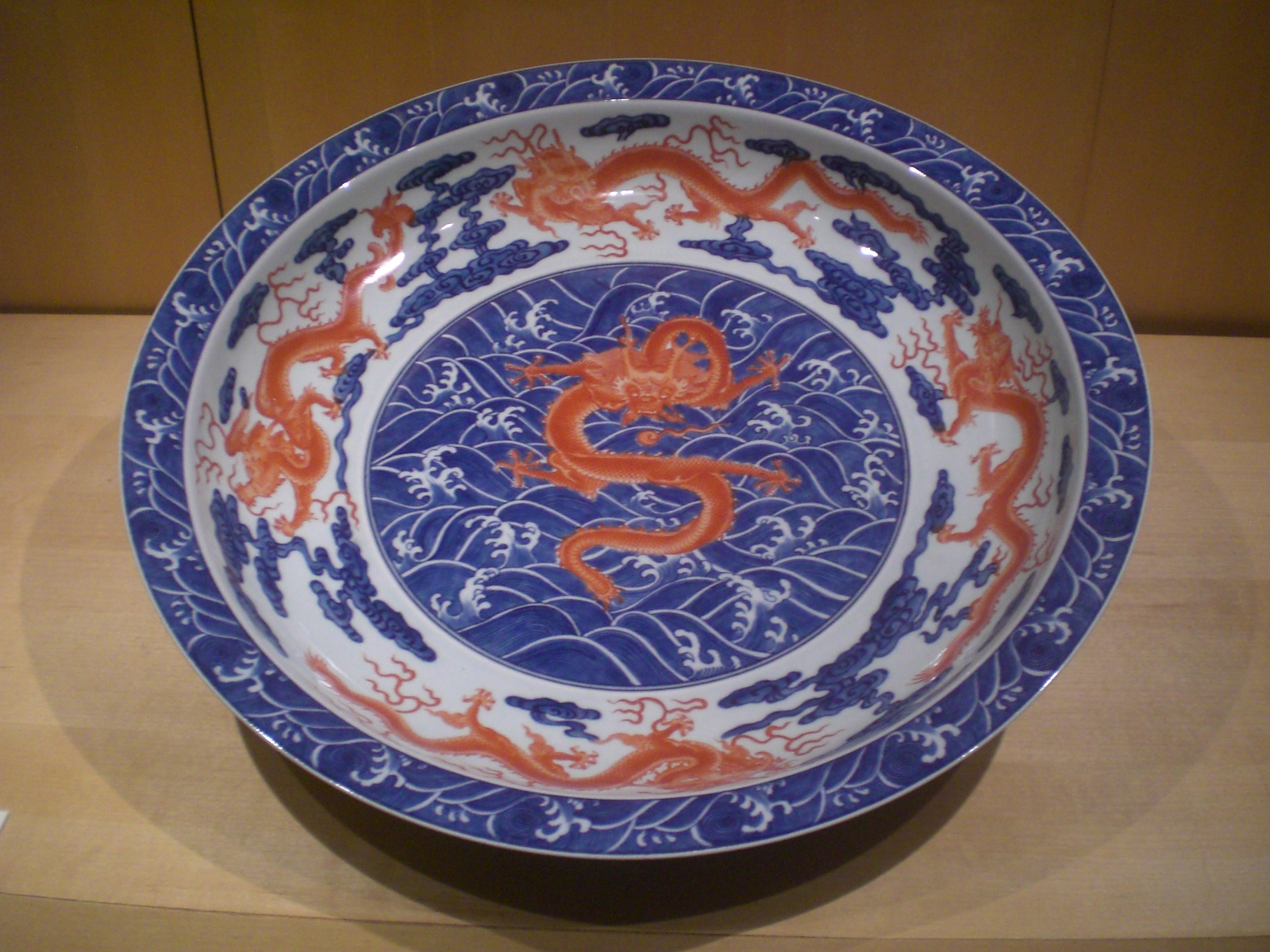
Керамика с орнаментом Красный дракон

В китайском орнаменте значение имеют контрасты, положение, размер изображения. Китайские орнаменты делят на группы:
- Узоры с изображением небесных явлений.
- Геометрические узоры.
- Растительные узоры.
- Узоры с животной тематикой.
- Узоры c символами счастья, долголетия, богатства.

Были отдельные узоры для императорского дворца, для жилища простого труженика, ханьские узоры, узоры малых народностей, животные и растительные узоры, «четырёх духов» и т. д. Узорам присваивали свойства отгонять злых духов (тёмного дракона, белого тигра, красной птицы изображавшейся в виде павлина или феникса). Смысл облаков в качестве узора заключался в их способности вызывать дождь, облаков и цветов — удача и счастье, вода в разных формах заполняла пусты в орнаменте.
Орнаменты с геометрическими формами — прямоугольный узор, свастика, диск. Прямоугольный узор в древности состоял из многих пересекающихся линий и является символом дождя. Диск может быть круглым или квадратным. Смысл в растительном орнаменте: пион, лотос, хризантема и слива — символы четырёх времён года. Пион — весна, лотос — лето, хризантема — осень, вишня — зиму. Образ дракона — китайцы считают себя потомками драконов, а дракон — символ страны и императора, и одновременно имеет смысл подъёма, воодушевления, перемен.
Китайский орнамент изучал английский архитектор и дизайнер Оуэн Джонс (Owen Jones), издавший в 1868 году книгу «Китайский орнамент».

### Керамика

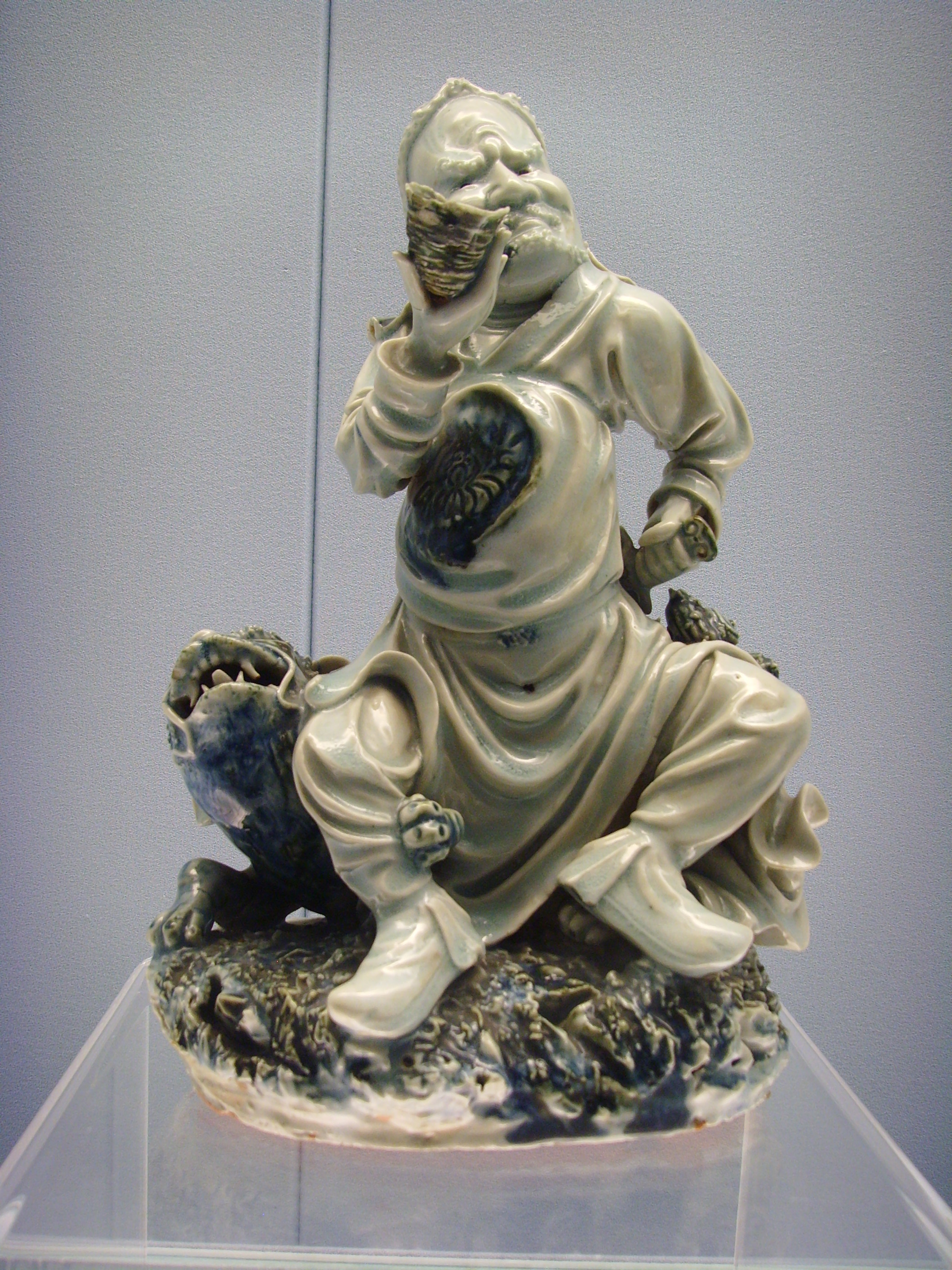
Шанхайский музей, Шанхай, КНР: Статуя человека, дующего в раковину. Цзиндэчжэнь посуда, Ван ли (1573—1620 н. э.), династия Мин

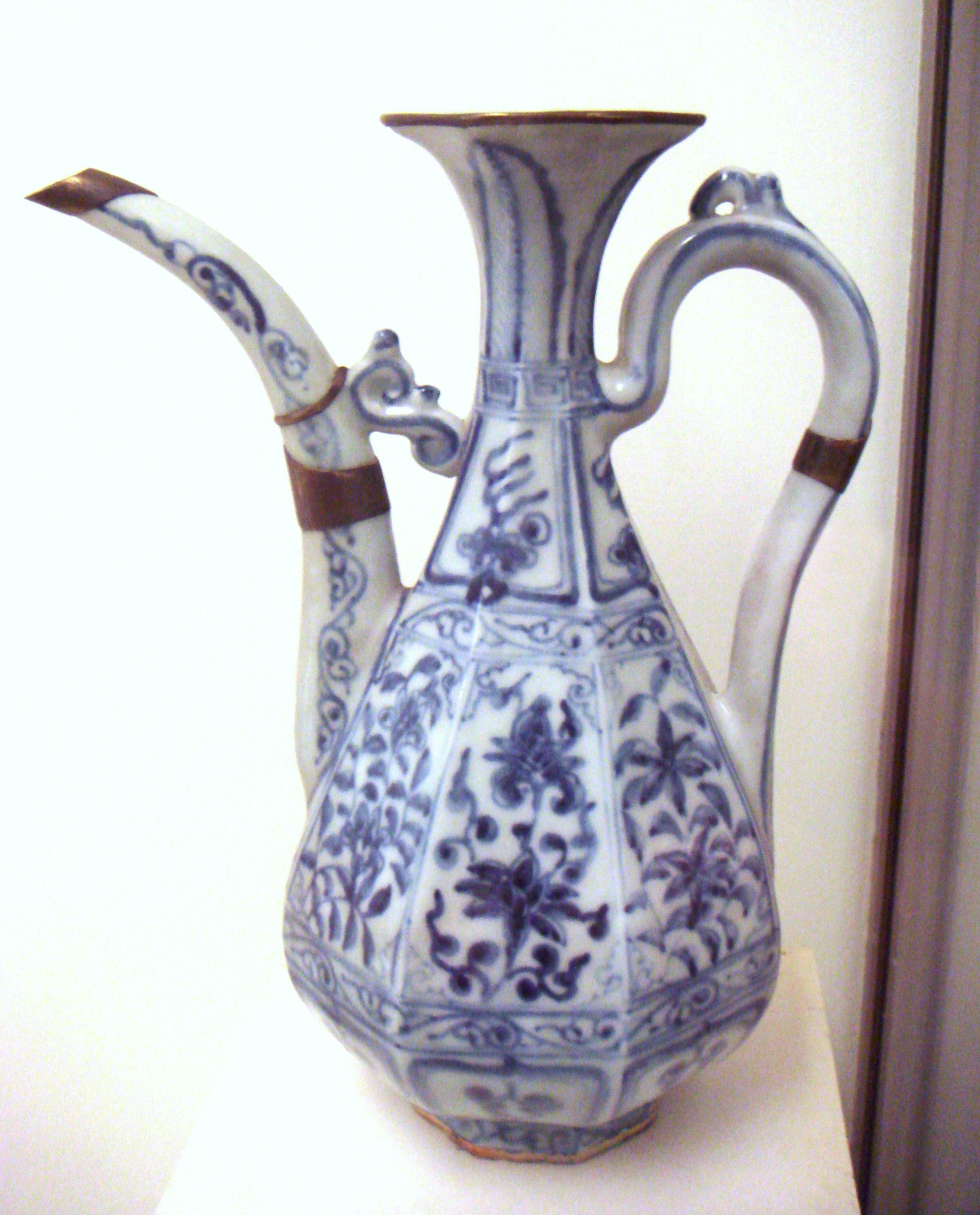
Китайский сине-белый фарфор династии Юань. 1335 г.

Китайская керамика насчитывает несколько тысячелетий. В эпоху неолита заложилась технология производства керамики. Китай богат глинами и каждый его регион имел особенности в производстве и декорировании керамики. Китайские мастера были создателями фарфора.
Основные периоды создания образов китайской керамики это Тан, Сун, Юань, Мин и Цин.
В период Тан (7-10 век н. э.) создана Императорская Академия Художеств. Фарфор и керамика в это время стали ведущим видом прикладного искусства. Знаменитая мастерская Синчжоу поставляла фарфор к императорскому двору.
В период Сун (11-13 век н. э.) искусство становится интимным. Мастера пользовались такими декоративные приёмами как плавность цветовых переходов, имитирующих нефрит, орнаментальные гравировки. Известна «селадоновая» керамика этого периода. Селадон — является прото-фарфором.
В период династии Юань возник сине-белый фарфор цинхуа. В нём использовалась кобальтовая монохромная живопись.
Период Мин (14-17 век н. э.) был пиком развития фарфора в Китае. Он поставлялся в королевские дома Европы. Известнейшим мастером этого периода был Хэ Чао-Цзун, прославивишийся изготовлением белых фарфоровых статуэток. В этот период производились кобальтовые работы из сине-белого фарфора и медные из красно-белого фарфора — вазы Мин с надглазурной живописью и тонким рисунком.
Эпоха династии Цин (1662—1796) известна классическими для искусства Китая изделиями. К ним относится фарфоровые изделия, вазы с ярко-красной глазурью, резные изделия из нефрита.

### Литература

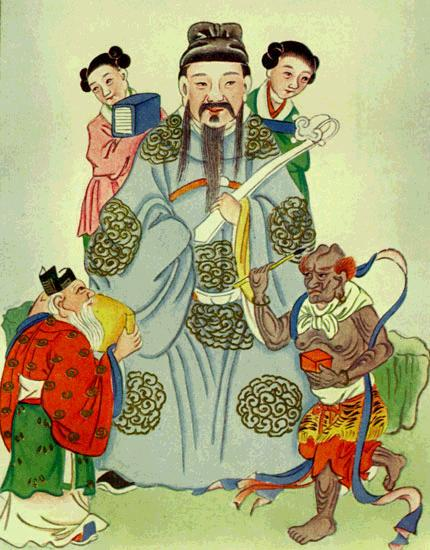
Изображение бога литературы Вэньчана

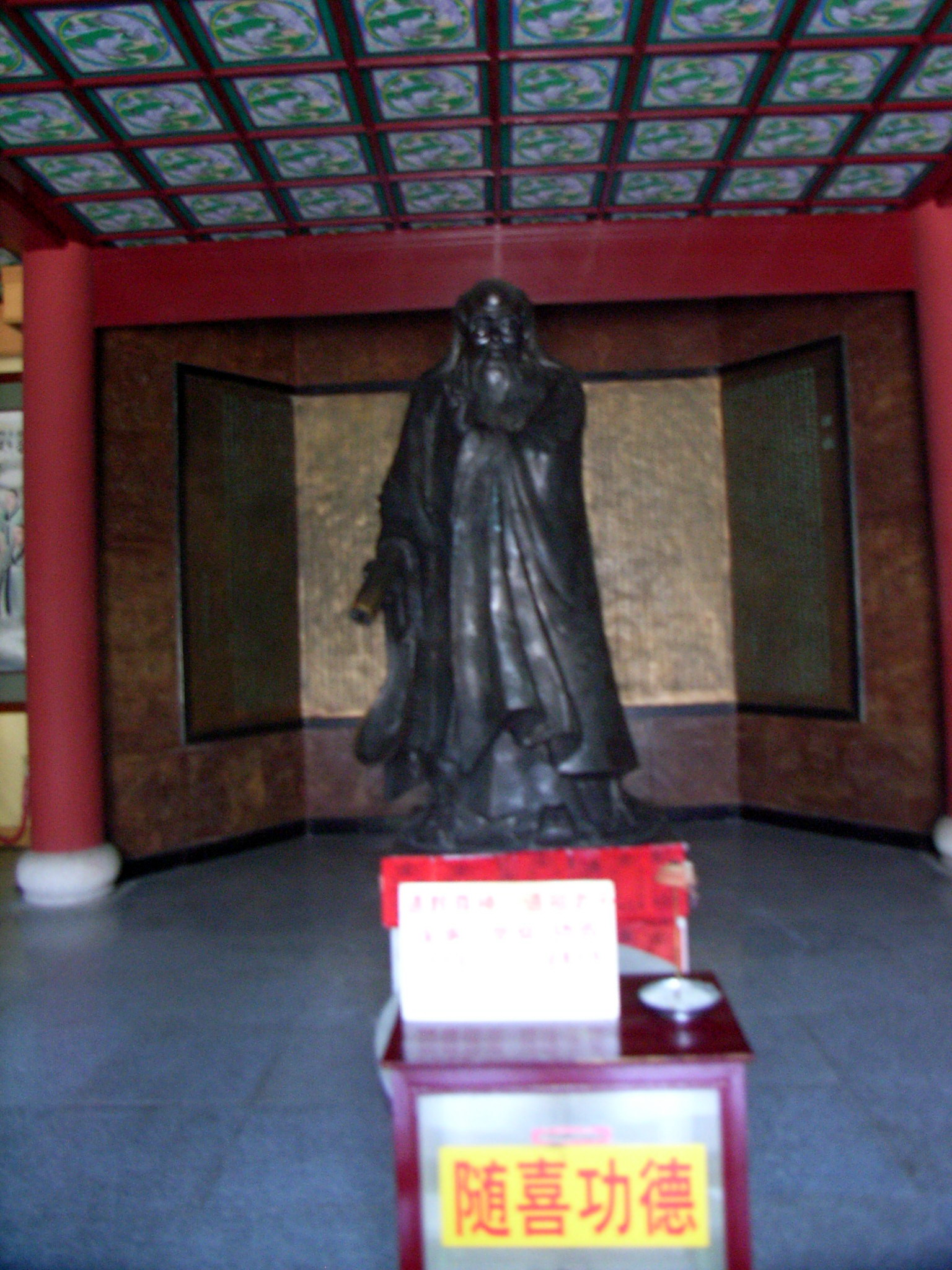
Статуя Лао-цзы в храмовом комплексе Наньюэ Дамяо. В храме, посвящённом Лао-цзы, выгравирован весь текст Дао Дэ Цзина

## Цирк

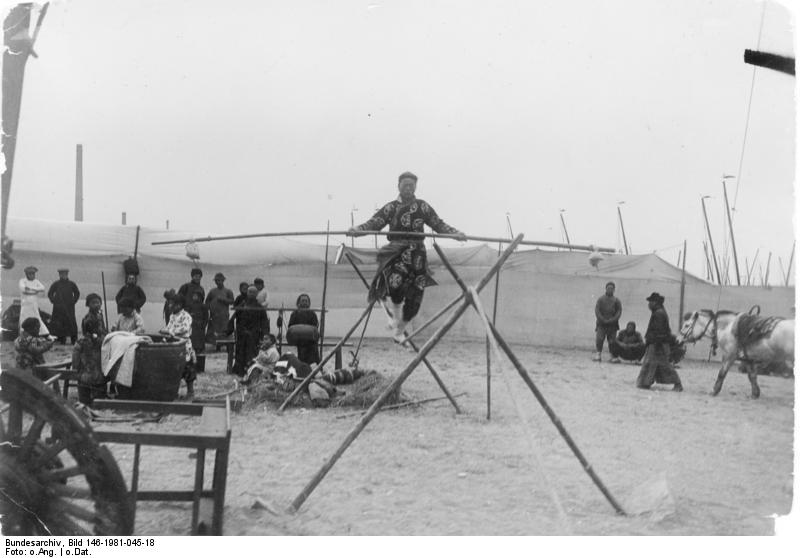
Цирк в Китае. Хождение по канату.

Китайский цирк имеет двух тысячелетние традиции. Китайское цирковое искусство древнего Китая представлено художниками-камнерезами в их работах. В провинции Шаньдун в 1953 году раскопана каменная усыпальница периода Ханьской династии (206—220 гг. н. э.) с 42 рельефами, часть которых посвящена цирковому искусству. Рельефы с видаит цирковых представлений найдены в провинциях Хэнань, Аньхой, Цзянсу, Сычуань, Юньнань и др. Некоторые цирковые номера, изображённые на этих рельефах (жонглирование вазами, тарелочками, шариками, кольцами, хождение по канату, упражнения на турнике), сохранились по настоящее время.
В период Весны и Осени (770—476 до н. э.) акробатика в Китае была самостоятельным видом зрелищного искусства. В книге «Лецзы», написанной в эпоху Сражающихся царств, описаны выступающие акробаты. В книге «Речи царств» упоминаются лилипуты с их номерами с шестом.
Во время династии Тан (618—907) акробатическое искусство усложняется. В период династии Сун (960—1279) в акробатические представления внесён элемент развлекательности. Во времена правления династий Мин и Тан (1368—1911) акробаты использовали новые приёмы у акробатов других национальностей. Акробатическое искусство становилось частью китайской драмы, пекинской оперы и др.

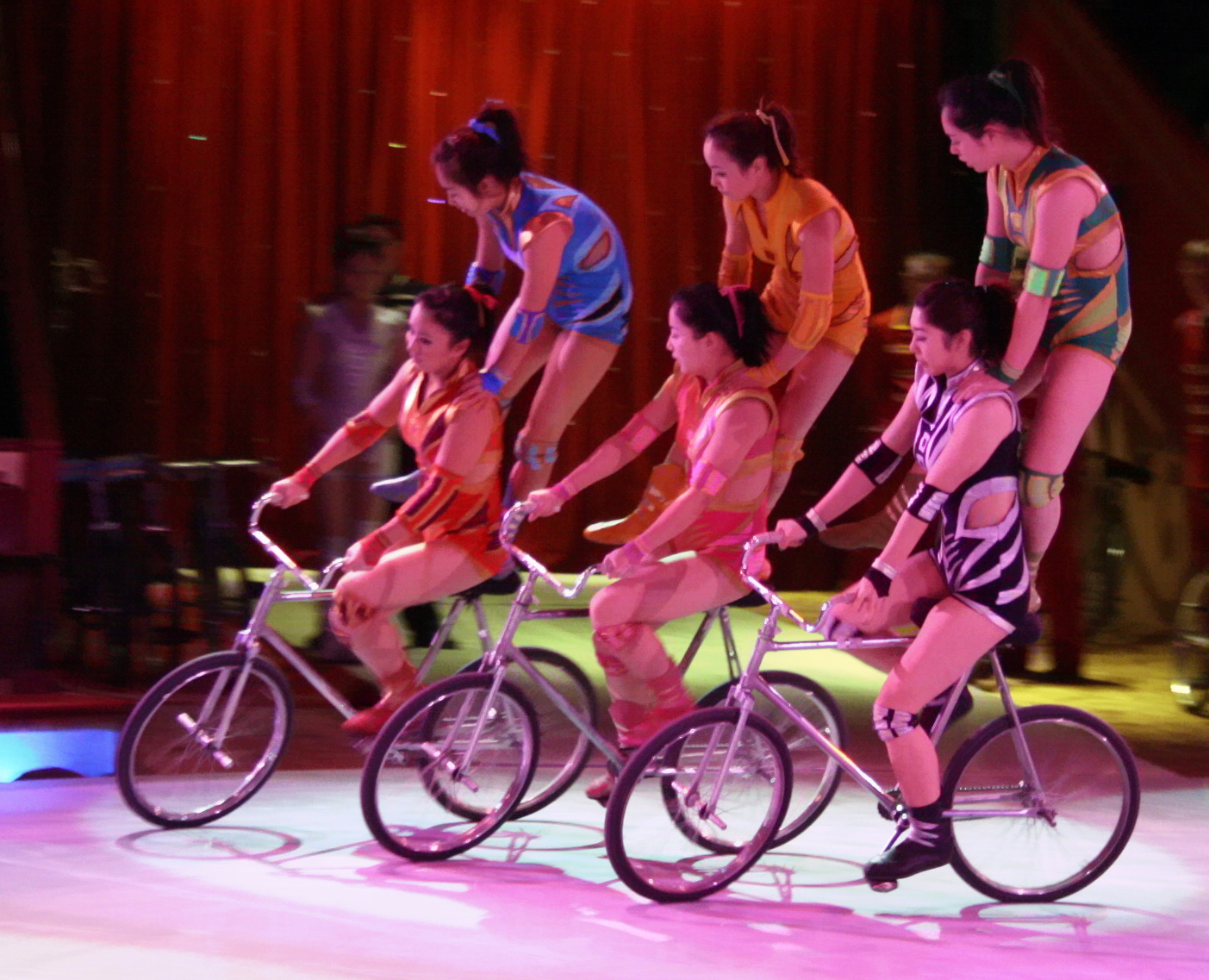
Цирк в Китае

В середине 19 века акробаты и их искусство были презираемы, в результате чего часть традиционных трюков были утрачены. Для того, чтобы добыть средства к существованию, актёры выступали с опасными для жизни трюками.
В 1950 году была создана первая государственная Китайская акробатическая труппа. Труппы стали создаваться в крупных городах и провинциях Китая: Шанхае, Чунцзине, Гуанчжоу, Шэньяне, Ухане. К началу 1985 года в Китае было около 130 крупных акробатических трупп, в которых работали около 16 тыс. артистов.
В Китае популярно искусство звукоподражания. В первые годы существования КНР насчитывалось около 30 видов звукоподражания, в настоящее время их количество возросло до ста. Мастера Сун Тай, Чжоу Чжичэн и др. воспроизводят не голоса многих птиц, насекомых, звуки ветра, волн, шум толпы, военных учений, музыкальных инструментов и др.
Акробаты входят в организованную в 1981 году Китайскую акробатическую ассоциацию.
Китайские акробатические труппы удостоены многих наград. Только с 1981 по 1985 год они завоевали 13 золотых медалей, 2 приза «Золотой Джокер», приз «Серебряный Джокер», приз «Башня Чёрного озера», получили звание «команды мирового класса» на международном конкурсе цирковых артистов. На международных цирковых состязаниях в Париже китайские акробаты выиграли 5 самых престижных золотых медалей.
Особенностями китайского цирка является отсутствие номеров с животными (кроме львов и драконов, которых играют артисты) и клоунов, большинство номеров исполняются детьми и подростками (взрослые помогают им выступать), высокая техника и сложность трюков и комбинаций.
Сохранились традиционные жанры: жонглирование тарелочками, диаболо, «трезубцами», вазами, «метеорами», эквилибристика на стульях и скамейках, фигурная езда на велосипедах, акробатические прыжки в кольца, антипод, иллюзионные фокусы, манипуляция и многое другое бережно сохраняются в репертуаре китайских артистов.
В Китае цирковое искусство поддерживается государством. В настоящее время здесь работает около 12 тыс. профессиональных цирковых артистов. Наиболее известные труппы: акробатическая труппа Zunyi из провинции Гуйчжоу, труппы «Райское шоу из Поднебесной», «Цирк солнца» и др.
Популярны китайские цирковые мастера XX века: Чи Юнсу[написание?], Кан Тэнчжи[написание?], Сун Юсан[написание?], Ян Чиха[написание?], Ван Куанчжи[написание?], Ван Юли[написание?], Дун Цинфу[написание?], Ван Фун-Ци[написание?], Ся Юшань[написание?], Сун Сюли[написание?], Ван Цзэвэй[написание?], Ван Шушань[написание?] и другие.

## Эротическое искусство
Китайское эротическое искусство представлено в творчестве древних и современных мастеров живописи, графики, скульптуры, керамики, литературы.

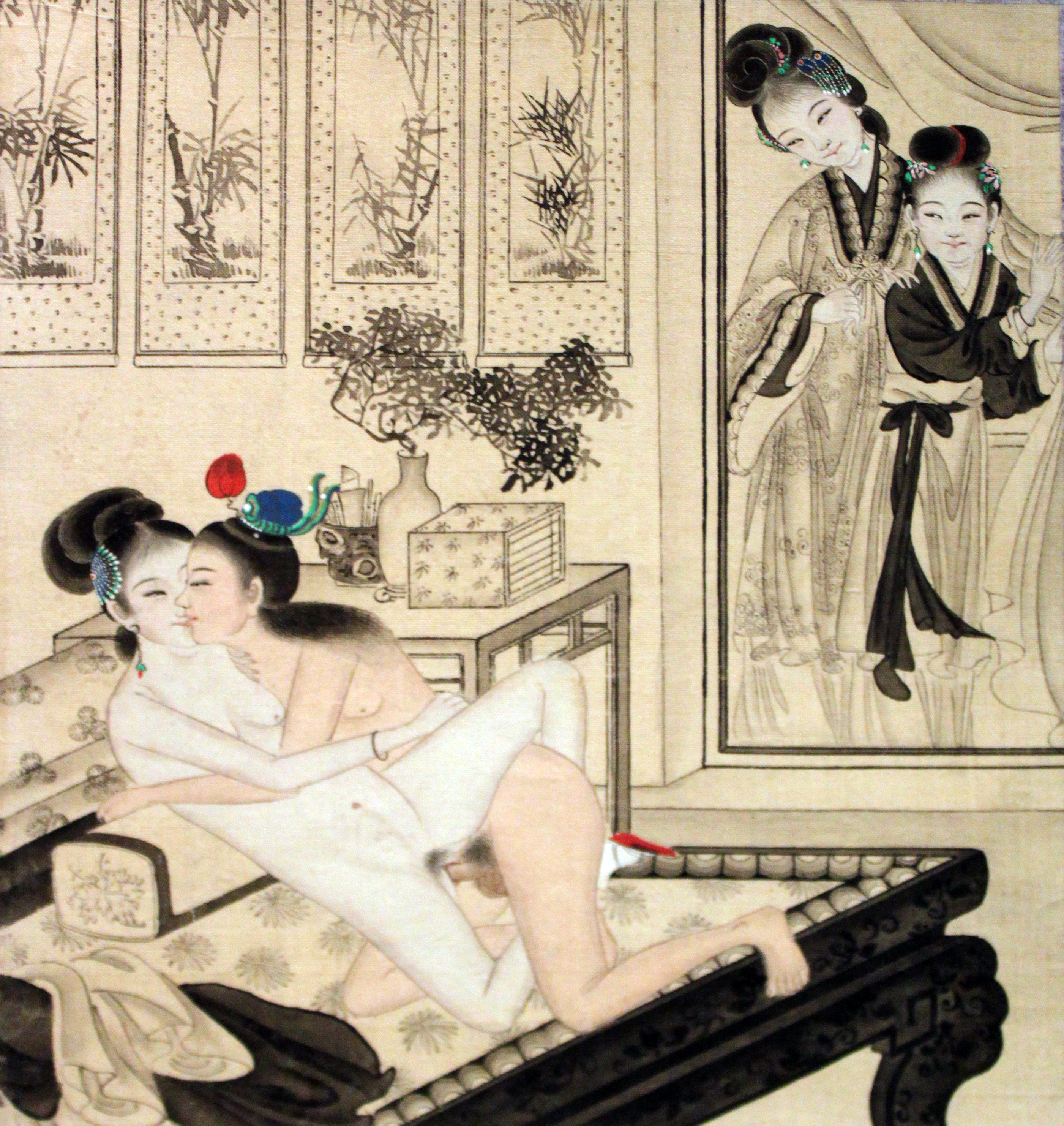
Весенние сцены. 18 век
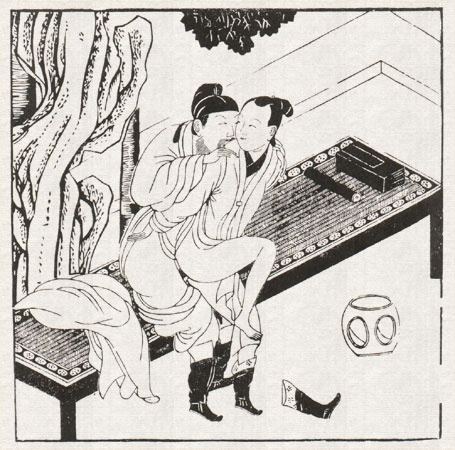
Хуа Ин Цзинь Чэнь. Китай. Династия Мин (1368–1644)
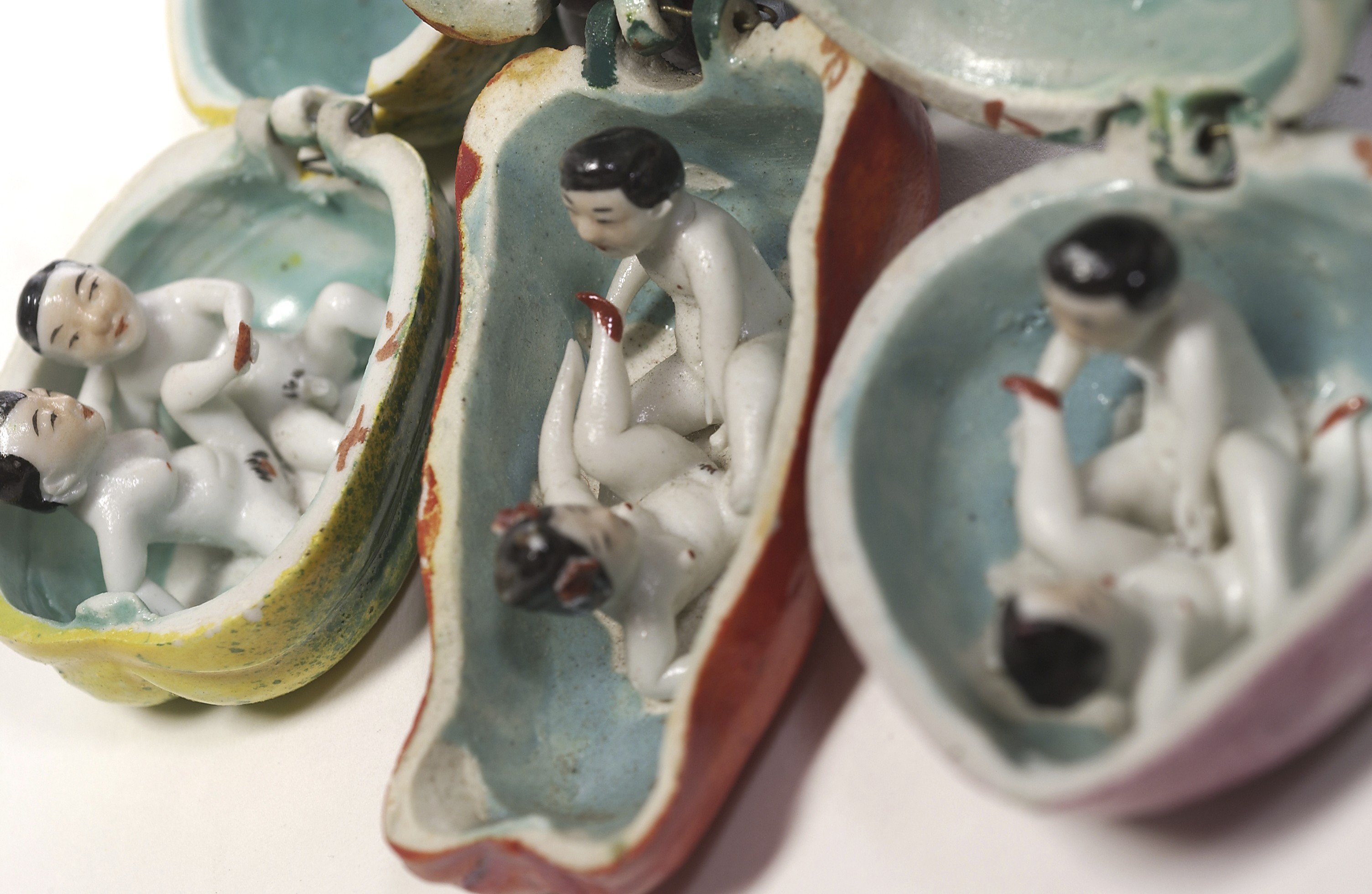
Фарфоровые фрукты, с эротическими парными сценами
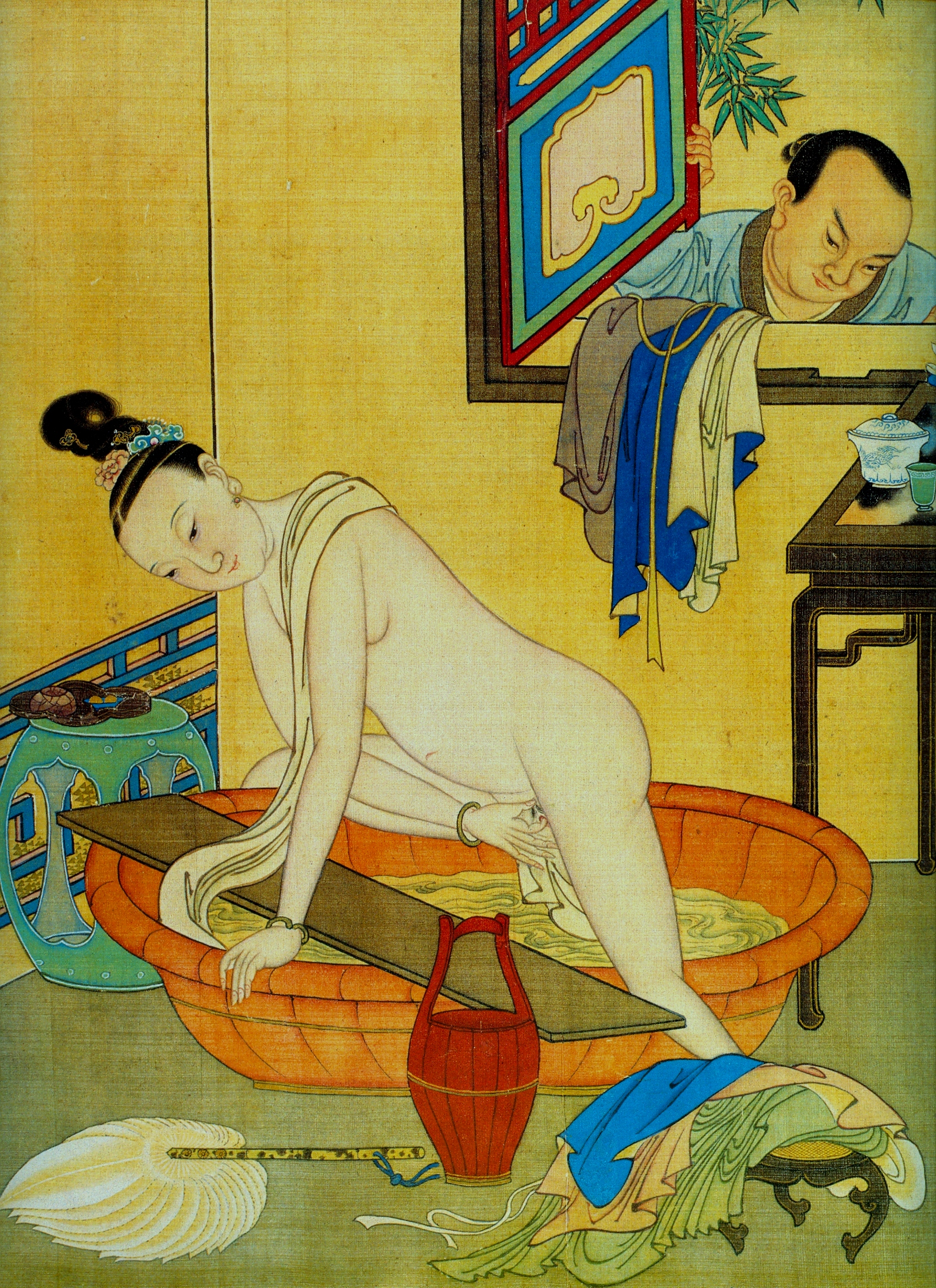
Цю Ин (1494-1552). Иллюстрация к роману Ли Юйя «Полуночник Вэйян, или Подстилка из плоти». колл. Бертолет, Амстердам.
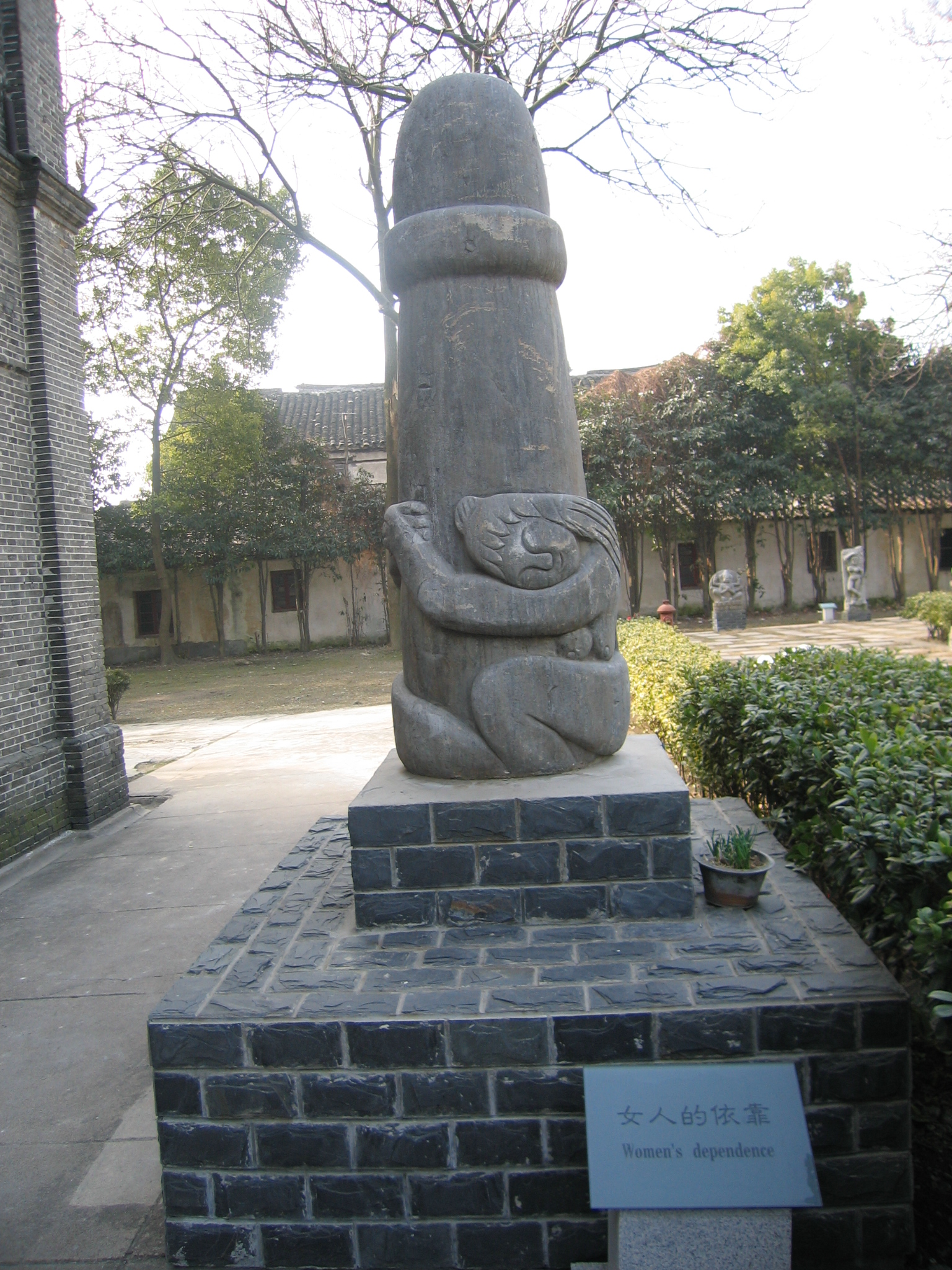
Скульптура "женская зависимость". Китайский музей секса в Тунли.
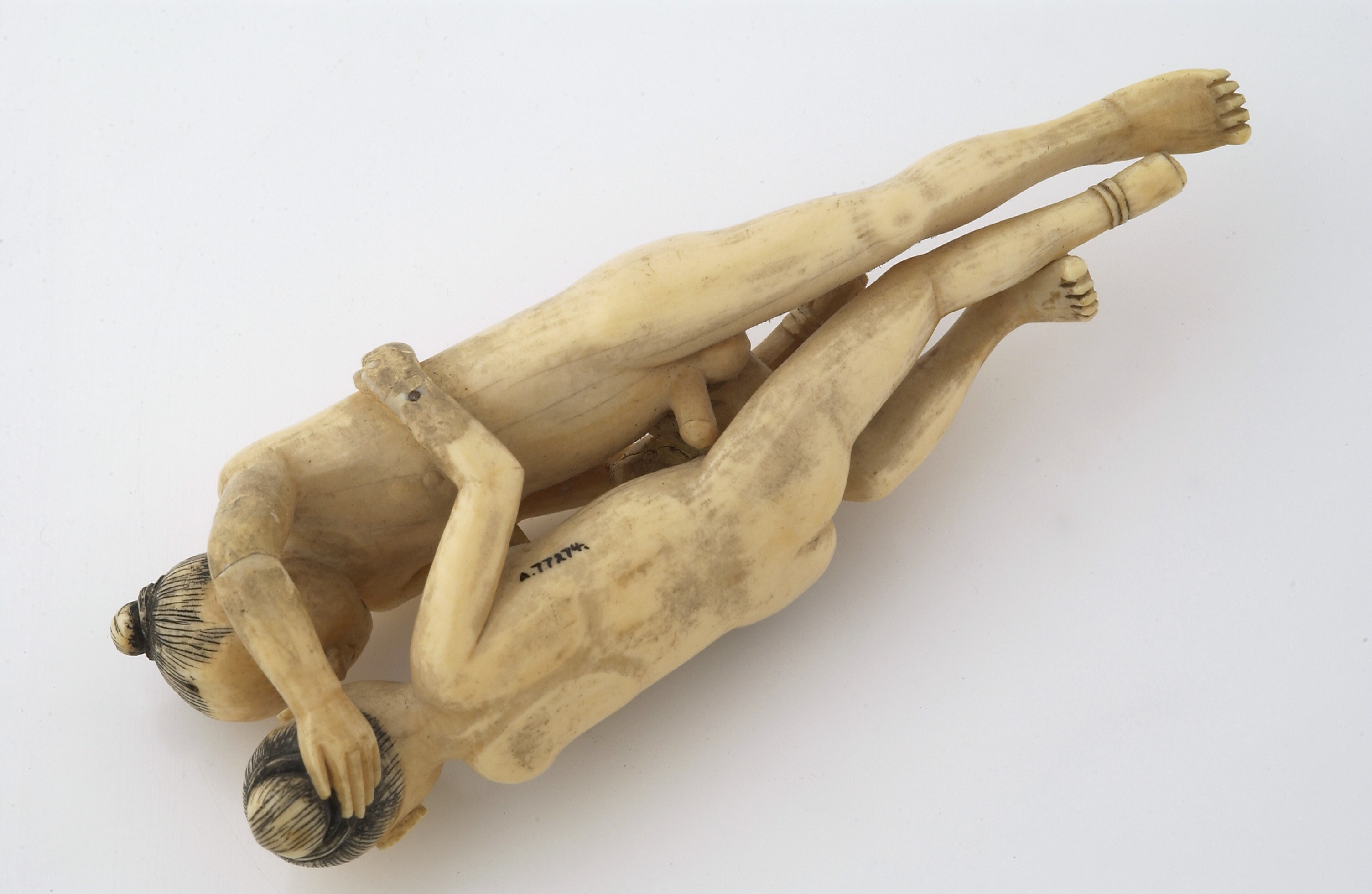
Китайские фигуры из слоновой кости с эротическими сценами.

Первыми «чунь хуа» называют изображение правителя Чжоу Синя с любовницей. Эротические сцены в живописи стали популярны в Китае во времена династии Мин. Популярной стала и эротическая проза — «Полуночник Вэйян или Подстилка из плоти», «Цвет абрикоса», «Цзинь пин мэй» («Цветы сливы в золотой вазе») и др. Эротической живописью занимались китайские князья эпохи Хань, Лю Цюй (流去) с сыном Лю Хайяном (刘海阳), художники чунь цэ (春册) — «весенние альбомы» и др.
Эротические изображения в Китае делятся на «сэ цин хуа» («рисунки плотских чувств») с одиночными персонажами или разнообразными лесбийскими сценами и «чунь гун ту» («картинки весеннего дворца»), традиционно китайские двуначальные, включая гомосексуальные сцены.
В эротических изображениях преобладают изображения объединяющие женское начало с мужским, поскольку основой миропонимания в Китае было разделение всего окружающего на две стихии: лунную, мягкую, женственную инь и световую, солнечную, твёрдую, мужественную ян, высшей целью — слиянием воедино.
Особенностью китайского эротического искусства является плотской мощи. В Китае всегда отсутствовал культ плоти тела человека, нераздельно воспринималась духовная и телесная сущность людей. Согласно философским воззрениям существовал две стороны единого неделимого мира — инь и ян, а универсальной первосущностью является эфир — «ци». Все тела есть сгустки ци. Мижду Инь и ян циркулирует ци или его составляющие ци (воздух), шуй (вода ма), сюэ (кровь), «юй цзян» (слюна). Эротическое искусство Китая связано с мягкой и теневой стороной инь.
В эротическом искусстве китайцев основным было «се и» («писать идею»), отображая только суть окружающего, отбрасывая второстепенное. На китайских картинках может быть прикрыто всё, кроме точка соития, которая и является суть, основной идеей изображения.
В эротических картинах, связанных с идеями даосизма, встречаются сцены, в которых мужчина одновременно с несколькими женщинами, что было связано с тем, что китайский мужчина мог иметь несколько жён и наложниц, при этом основной была лишь одна. Другие изображались в одежде и служили обрамлением сцен.
Часто встречающимся персонажем на картинках «чунь гун» был подглядывающий соглядатай. Подглядывание было кем кто угодно, за кем угодно и с какой угодно целью. Так один приятель мог подглядывать за другим с целью развлечения, слуга за хозяином; подглядывание за грешными врачующимися мирянами; слуга мужа за изменяющей ему хозяйкой.

## Современное искусство

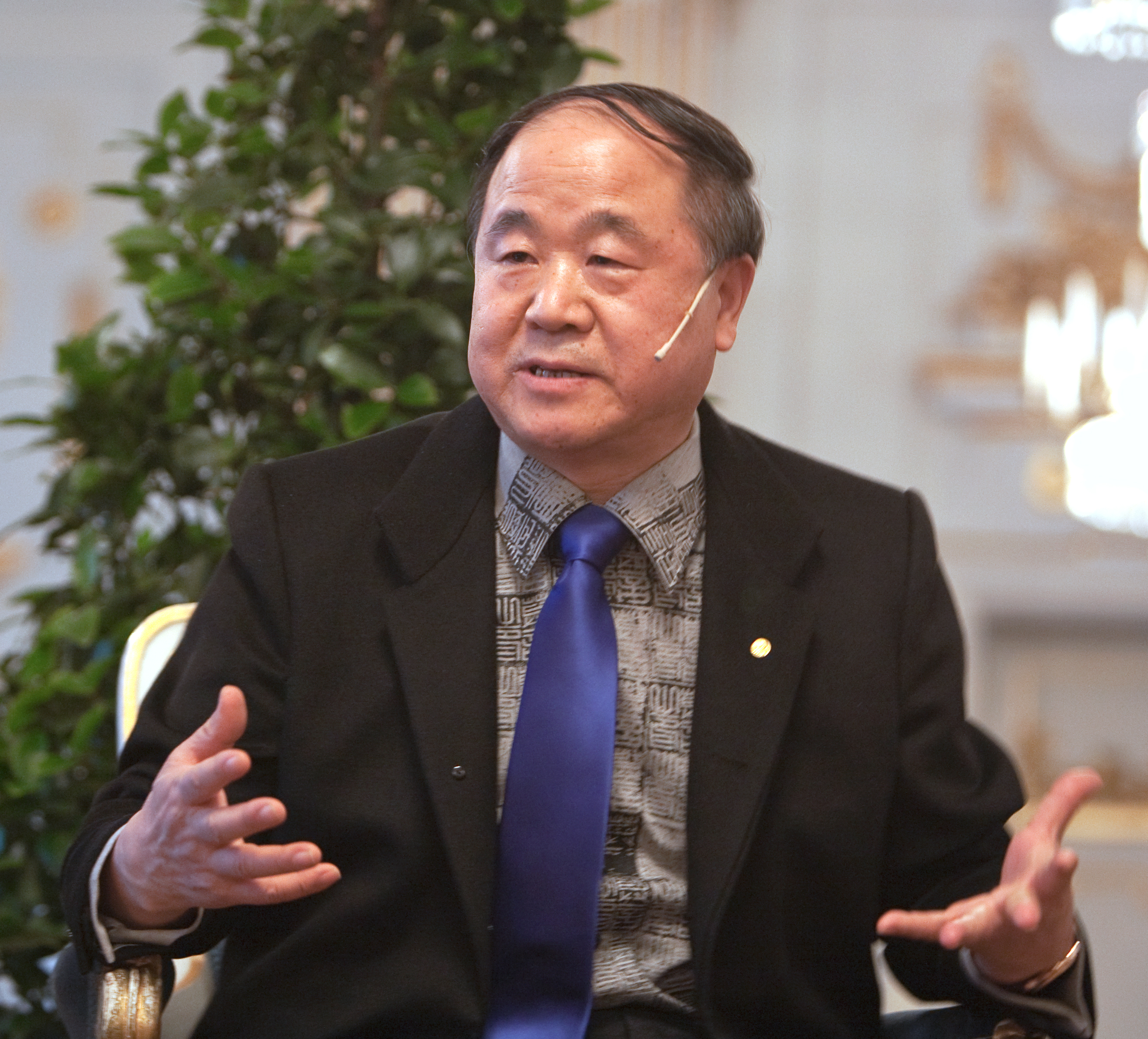
Писатель Мо Янь

К современным китайским художникам относятся Чжан Сяоган, Цзэн Фаньчжи, Юэ Миньцзюнь, Ван Гуаньи, Лю Сяодун, Цай Гоцян, Янь Пэймин, Чжэнь Ифэй, Фан Лицзюнь, Лю Е.. В своём творчестве художники пытаются отыскать связь между современность и традиционной китайской культурой.
Разнообразны работы в области живописи, скульптуры, перформансов, инсталляций, трёхмерной живописи и др. Как сатира на социалистический реализм, китайскими художниками было создано новое направление в живописи — цинический реализм.
Переживает расцвет авангардная живопись, представленная в творчестве художников Жэн Сяогэна, Кунд Ванга, Фан Лицзюня.
Развивается китайская театральная живопись. В этой области работают художники Ху Саньцяо «Урок пения» (Цзяо гэ), «Похититель»
(Гуайр), «Поздравления» (Хэси), «Исполнение должности» (Да чай), Гуань Лян, Ли Байсюэ и Гао Мадэ.
Китайские художники объединены в Союз народных художников, защищающих их права.
Современные китайские скульпторы создают произведения по увековечению революционных подвигов, героических и трудовых подвигов. Такими являются скульптура «Лю Ху-лань» Ван Чао-вэня, монумент памяти погибших бойцов революции (архитектор Лян Сычэн) на площади Тяньаньмынь, скульптурная группа работающих и отдыхающих крестьян для украшения Дома крестьянина в Пекине Лю Кай-ци.

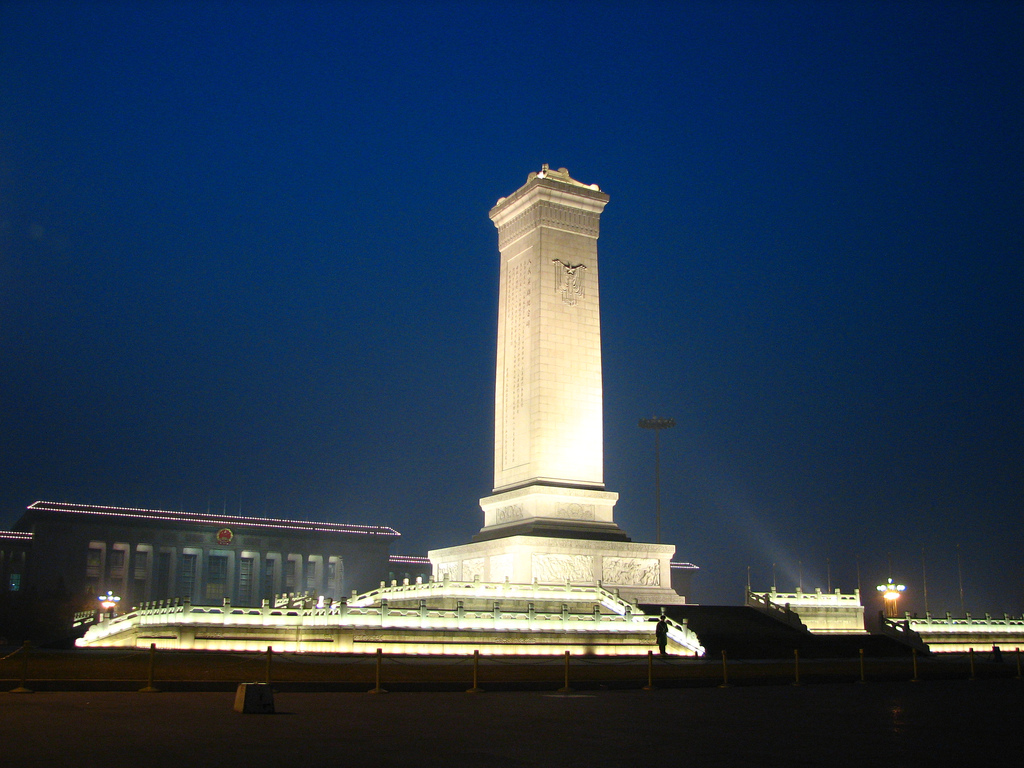
Памятник народным героям на фоне Дома народных собраний

В стране в 1956 году создан Китайский национальный симфонический оркестр, исполняющий как китайскую музыку разных эпох, так и классическую музыку, включая симфонии Бетховена, Берлиоза, Дворжака, Сибелиуса. В концертах принимает участие Китайский национальный симфонический хор, созданный также в 1956 году.
Известными китайскими композиторами являются: Ли Хуаньчжи, Лю Чжи, Цюй Сисянь, Цюй Вэй, Чжу Цзяньэр, Чжу Цюфэн, Ван Мин, Ши Гуаньнань, У Цзучан, Ду Минсинь, Ян Динсянь, Хуан Анлун, Чжэн Цзигян, Тань Дунь, Е Сяочан. Известные китайские дирижёры — Ли Дэлунь, Ян Лянкун, Хуан Сяотунь, Цао Пэн, Чжэн Сяоинь; певцы — Чжоу Сяоянь, Вэй Чисянь, Ху Сунхуа, Чжан Юэнанаь, Ли Гуанси, Мян Нинь, Ван Кунь, Чжан Цзяньи, Ли Гуи, Ху Сяопин, Чжань Маньхуа, фу Хайцзин; пианисты — Вэй Данвэн, Ли Чжэн; скрипачи — Шэн Чжунго, Ху Хуэн, Сюэ Вэй; исполнители на народных инструментах — Лю Дэхай (пипа), Чжан Чжэхуа (эрху), У Диньлюэ, У Вэнгуан (цинь).
Современная китайская литература берёт начало с «литературы нового периода» (1979 г.), когда был написан рассказ Лю Синь-у «Бань чжужэнь» («Классный руководитель»). Обличительная «литература шрамов» (шанхэнь вэньсюэ) по одноимённому рассказу писателя Лу Синь-хуа, по следам событий и в конце 70-х — начале 80-х годов XX в. пользовалась популярностью. Писатели этого времени — Ван Мэн, А Чэн, Ван Ань-и, Гао Сяо-шэн, Ли Чжунь, Лу Вэнь-фу, Лю Бинь-янь, Лю Синь-у, Фан Цзи-цай, Шэнь Жун и др.
К 1983 году в КНР выходило около 500 литературных журналов.
В 90-е годы а КНР зародилось много литературных школ и групп. Основное направление творчества писателей — реалистическое. Популярными стали жизнеописания правителей (маньчжурских императоров Канси, Шуньчжи, императрицы Лун Юй и др.). Это произведения: «Цзэн Гофань» Тан Хаомина (1992), «Канси дади» («Великий император Кан-си») и «Юн-чжэн хуанди» («Император Юнчжэн») Эр Юэ-хэ (1993), «Лимин ды есэ» («Предрассветный мрак») Чжоу Эрфу (1992) о Чан Кай-ши и др.

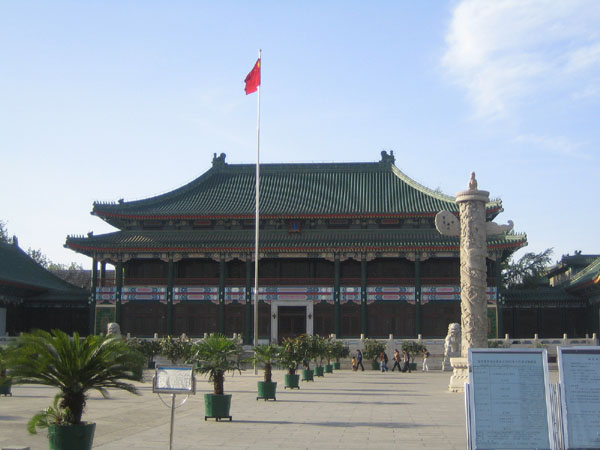
Старое здание Национальной библиотеки Китая.

В настоящее время китайских писателей разделяют не по литературным школам, а по возрастным группам:
- Старшая группа — писатели, вошедшие в литературу в 30 — 40-х годах. Это Чжоу Либо, Дин Лин, Чжао Шули и Лю Байюя, Тянь Цзяня, Ли Цзи, Хэ Цзинчжи, Дин И и др.
- Средняя группа писателей — начавшие писать в 50-х годы в КНР. Это писатели Ван Мэн, Ли Говэнь, Лу Вэньфу, Чжан Сяньлян, Цун Вэйси, Гао Сяошэн и др.
- Писатели третьей группы — писатели, проявившие себя в 70 — 80-х годах. Это Шэнь Жун, Чжан Цзе, Лю Синьу, Лин Ли, Хо Да, Чэнь Чжун-ши и др.
- Четвёртая группа — молодые писатели 80-х годов, — «авангардисты» (сяньфэн-пай) и «неореалисты»: Чжан Синьсинь, Лю Сола, Цань Сюэ, Мо Янь, Су Тун, Лю Хуань, Лю Чжэньюнь, Фан Фан, Чи Ли, Е Чжаоянь, Юй Хуа и др.
- Пятая группа — писатели, начавшие писать в 90-х годах, «новое поколение» (синь дай), «позднее поколение» (хоу дай): Чэнь Жань, Линь Бай, Хай Нань, Сюй Кунь, Цю Хуадун.

Писатели КНР ощущают единство литературы КНР с китайской литературой Тайваня и Сянгана.
В 1995 году был создан первый литературный сайт «Олива» (к настоящему времени их насчитывается 20). Современные китайские писатели первые труды публикуют на этих сайтах.
В Китае учреждены десятки литературных премий, включая литературные премии им. Мао Дуня и Лу Синя. Премия за женскую литературу присуждается каждые пять лет.
Подтверждение признания во всем мире современной литературы Китая пришло с вручением Нобелевской премию по литературе за 2012 год китайскому писателю Мо Янь, за его умопомрачительный реализм, который объединяет народные сказки с современностью. Нобелевская премия по литературе 2000 год присуждена китайско-французскому драматургу, прозаику, переводчику Гао Синцзяню за роман «Чудотворные горы».
Крупнейшей национальной библиотекой КНР с фондом книг 24 100 000 (2003) томов, включая 270 000 томов редких книг, 1 600 000 томов древних книг является Национальная библиотека Китая.
Мастером китайской каллиграфии является Чжан Лунъянь, проживающий на острове Тайвань. Он работает почерком син-шу в авторской технике «прозрачной туши».

## Феншуй

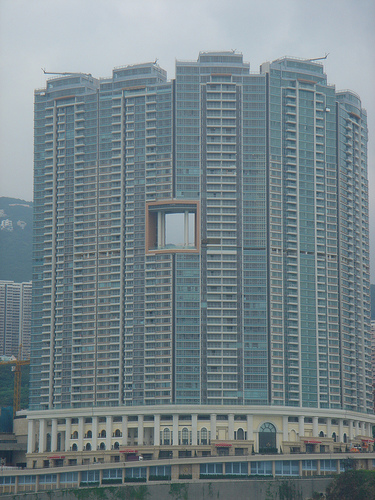
Здание в Гонконге, построенное с применённым в архитектуре принципом фэншуй

Фен-шуй зародилась в Китае более 3000 лет назад. Фен-шуй — китайское искусство, связанное с сохранением природы, обустройством жилища человека, его самосовершенствованием и достижением земных и небесных благ.
Указанные задачи достигаются через философские обоснованиям китайских мудрецов об окружающим мире. Даосские мудрецы идеализировали природу, занимались поисками гармонии в созвучие с космосом. В воззрениях на природу ими привлекались религия (даосизм), алхимия, естественные науки. Ими считалось, что всё в мире взаимосвязано.
Фен-шуй учит как обустроить колодец, водоём, окна дома, поясняет роль зеркала, правильную ориентацию дверей, философский смысл огня, воды, земли, даёт советы на многие случаи жизни — где и как жить, что носить, вводит понятие жизненной силы ци, и как это нечто влияет на природу и жизнь людей.
Мастером этого искусства был Ян Юньсун — главный советник при дворе императора Си-цзуна (888 гг. н. э.). Искусство фэншуй описано в его трудах «Хань Лун Цзин» (искусство пробуждения Дракона); «Цин Нан Ао Юй» (определение расположения логова Дракона); «И Лун Цзин» (как распознать Дракона).

## Образование
Работников искусств готовят в Китае в Китайской Национальной Академии Изящных Искусств, Шанхайской Консерватории Музыки, Китайской Консерватории музыки и Центральной Консерватории музыки в Пекине, Шанхайской Театральной Академии, Пекинском Университете гражданского строительства и архитектуры, Пекинском Университете Языка и Культуры и др.
В Пекинской академии танца готовят балетмейстеров, танцовщиков, хореографов, специалистов по народному танцу и мюзиклу.
Существует семь академий художеств трёх ступеней: Центральная академия изобразительных искусств, Академия художеств имени Лу Синя, академии художеств в городах Чжэцзянь, Гуанчжоу, Сычуань, Ксиань, Тяньцзин. Отделения изобразительного искусства — в художественных и педагогических училищах Китая.

## Военное искусство

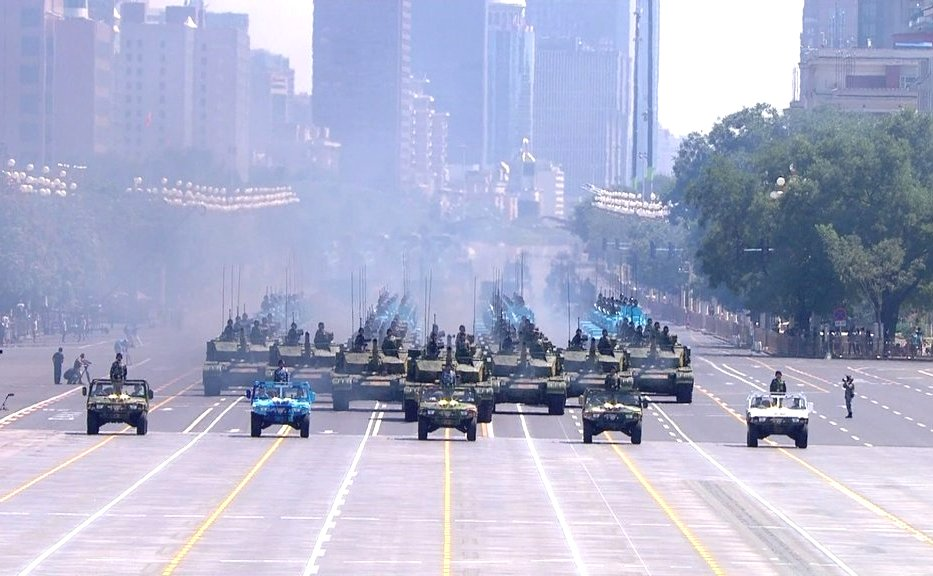
Военный парад в честь 70-й годовщины Победы китайского народа в войне с Японией и окончания Второй мировой войны. 2015 г.

В древнем в Китае считали, что китайское военное искусство — «военное искусство Сунь-У» («Сунь-У бин фа»), поскольку военные теоретики Сунь-цзы «Трактат о военном искусстве» и У-цзы (6 в до н. э.) играли главную роль, написав трактаты по военной теории. Трактат У-цзы дополнял трактата Сунь-цзы. У-цзы предлагал набирать людей в войска выносливых и сильных людей, способных переносить длительные походы; смелых и воинственных, а также тех кто идёт в войска, чтобы загладить свои проступки и отличиться.
В трактатах была разработана теория боеспособного войска, способного напасть на соседей для расширения границ своего царства. Здесь рассматривалась роль полководства, порядка в стране, моральных качеств войска, оценках противника, способах боевых действий — обороне и наступлении, внимание к строгой дисциплине.
Теоретиками предлагалось при боевых действиях строить в первых рядах ставились вооружённые боевые колесницы, тяжело вооружённых воинов. При таком построении считалось, что решающее значение имеет первая схватка, определяющая исход сражения.
Пешие войска древнего Китая делились на пять видов:
- лучники с луками;
- копьеносцы с копьями;
- алебардисты;
- вооружённые боевыми топорами;
- воины с трезубцами (цзи).

Для обозначением флангов, авангарда и арьергарда в войске использовали знамёна с изображением астрологических фигур — животных и птиц.
Китайские боевые искусства возникли за тысячи лет до н. э., как потребности в самообороне и для военной подготовке солдат. Постепенно
боевые искусства Китая стали элементом культуры. В период династии Тан в Китае проводились показательные бои — танцы на мечах, описанные в стихах Ли Бо. Техника ушу была развита в период династий Мин и Цин.
Известны китайская боевая техника и стили боевых искусств. Это Шаолинь, Багуа, Пьяный стиль «Пьяницы», Коготь Орла, Пять животных, Син Ай, Хун Гар, Лау Гар, Стиль обезьяны, Фуцзянь, Богомол, Белого журавля, Вин Чун, Стиль тигра, Тайцзи-цюань.
Современная Народно-освободительная армия Китая (НОА), обладающая ядерным оружием и средствами его доставки, перенимает военную стратегию РФ, применяет асимметричные стратегические приёмы для противодействия иностранным вызовам.

## Музеи
Предметы искусства Китая хранятся в китайских музеях: Национальный музей Китая, Художественный музей Яньхуан, Запретный город, Шанхайский художественный музей, «Музей древней китайской сексуальной культуры», Музей каллиграфии, Музее Востока в Москве и др.

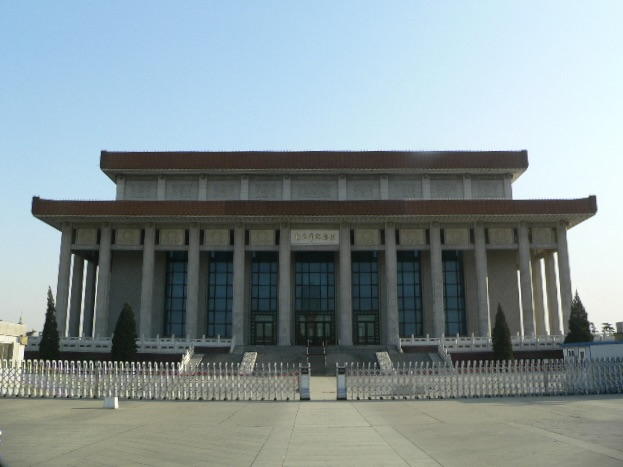
Мавзолей Мао Цзэдуна
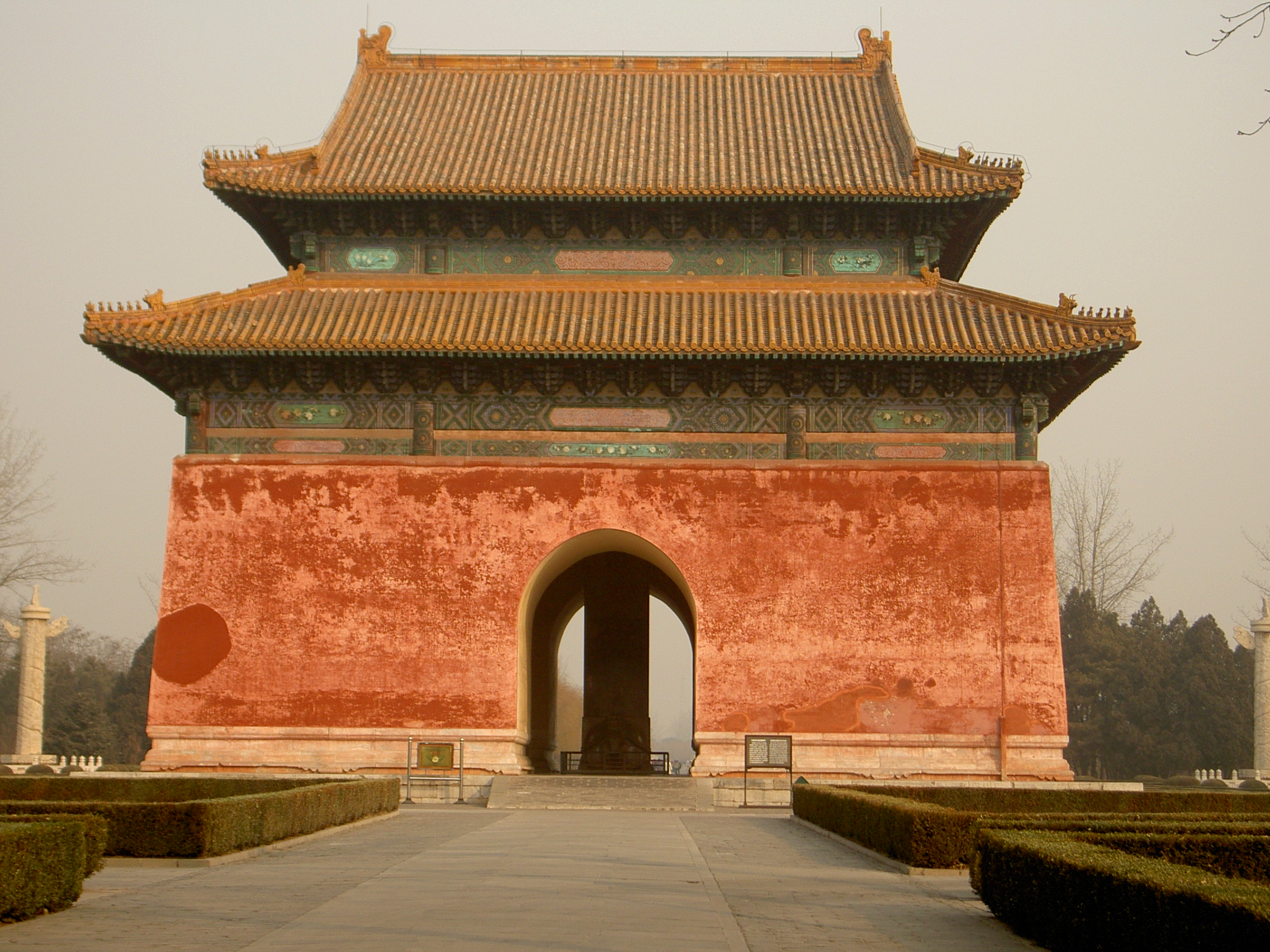
Музей династии Мин
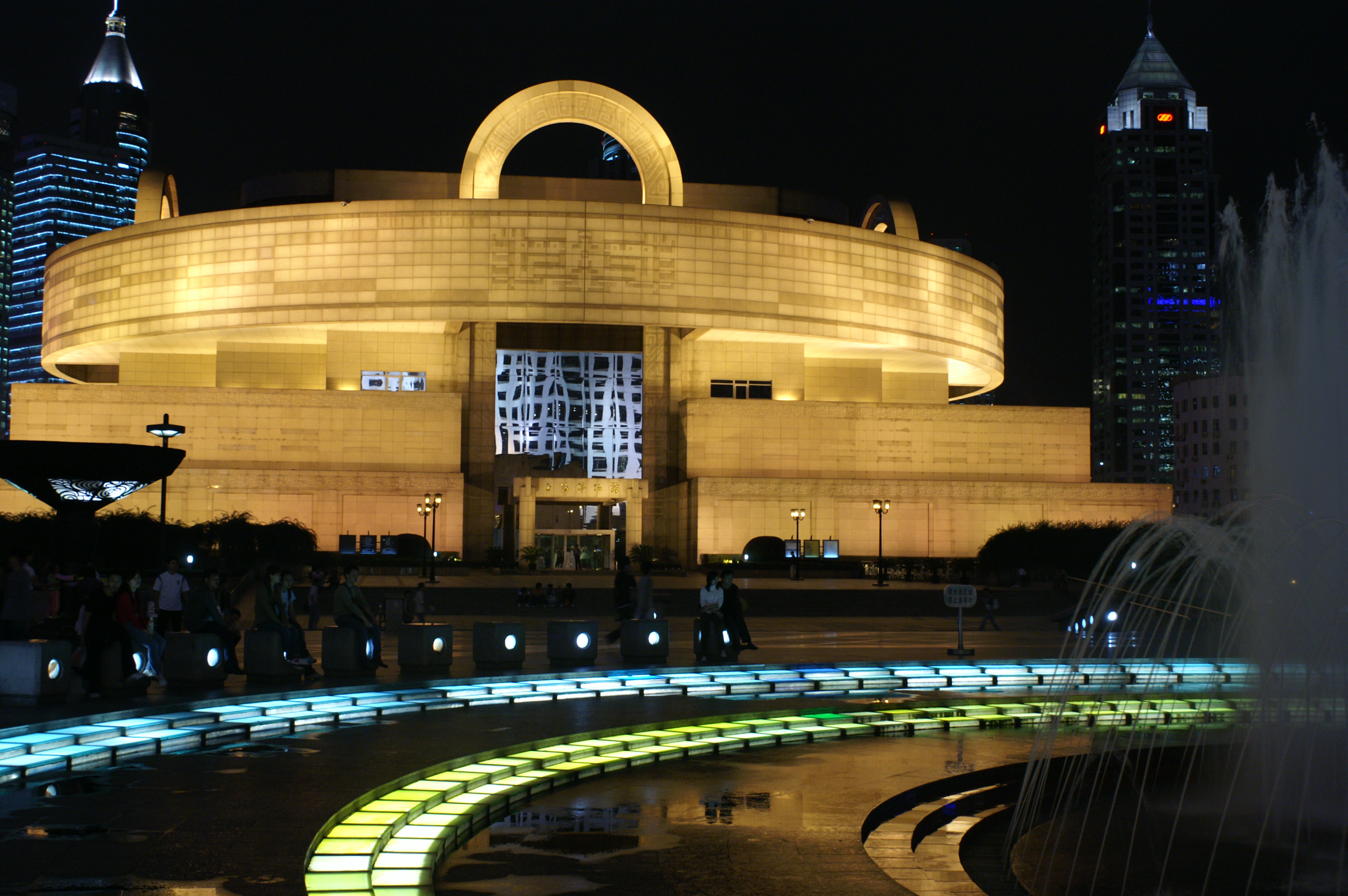
Шанхайский музей
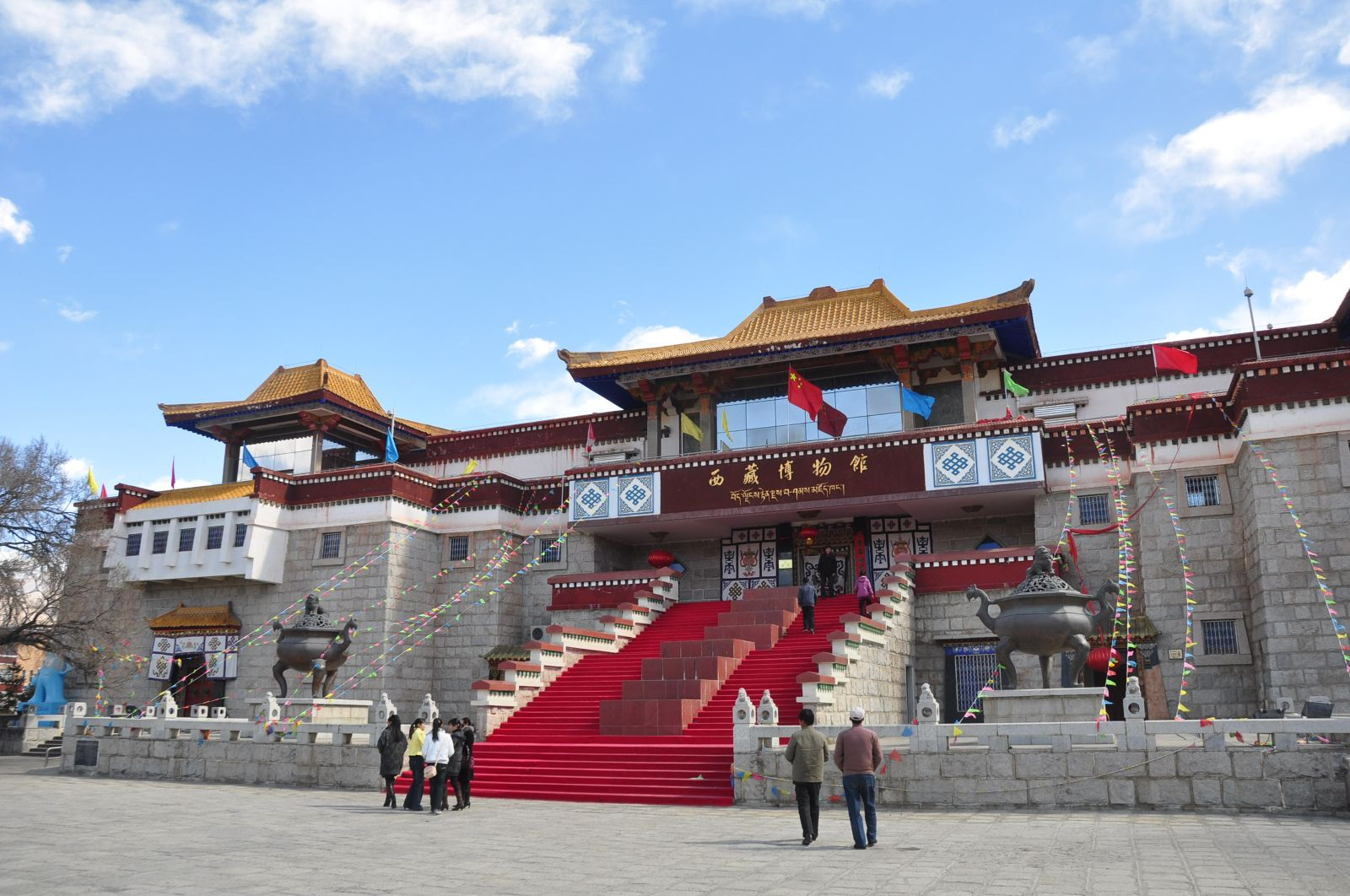
Тибетский музей
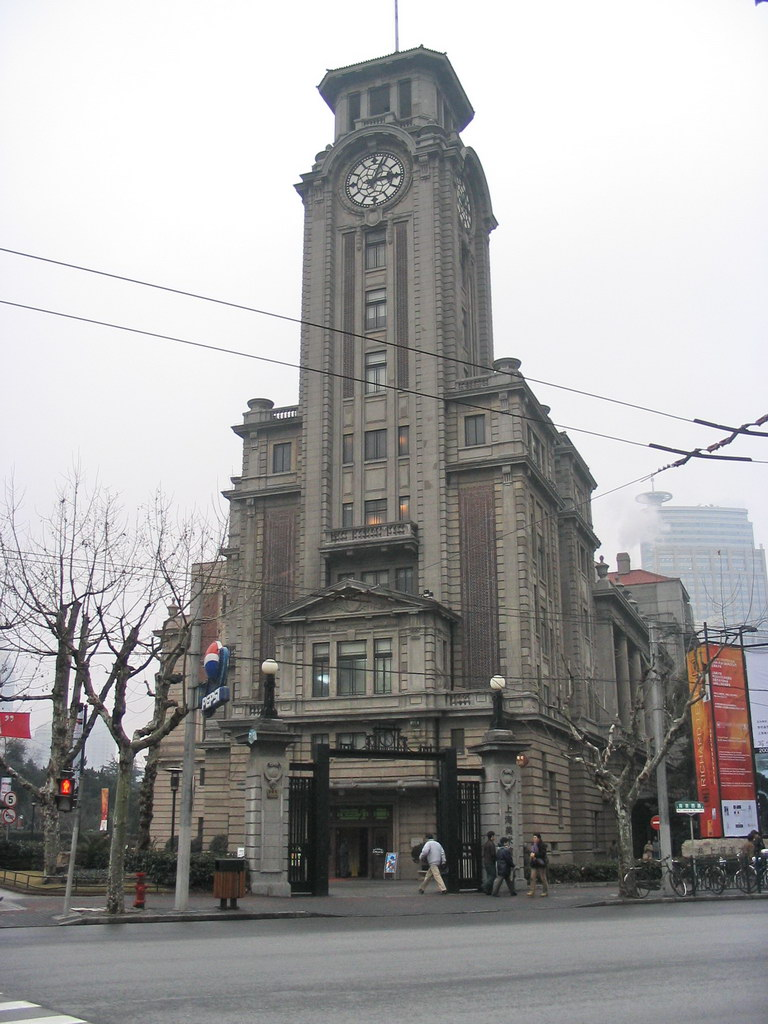
Шанхайский художественный музей
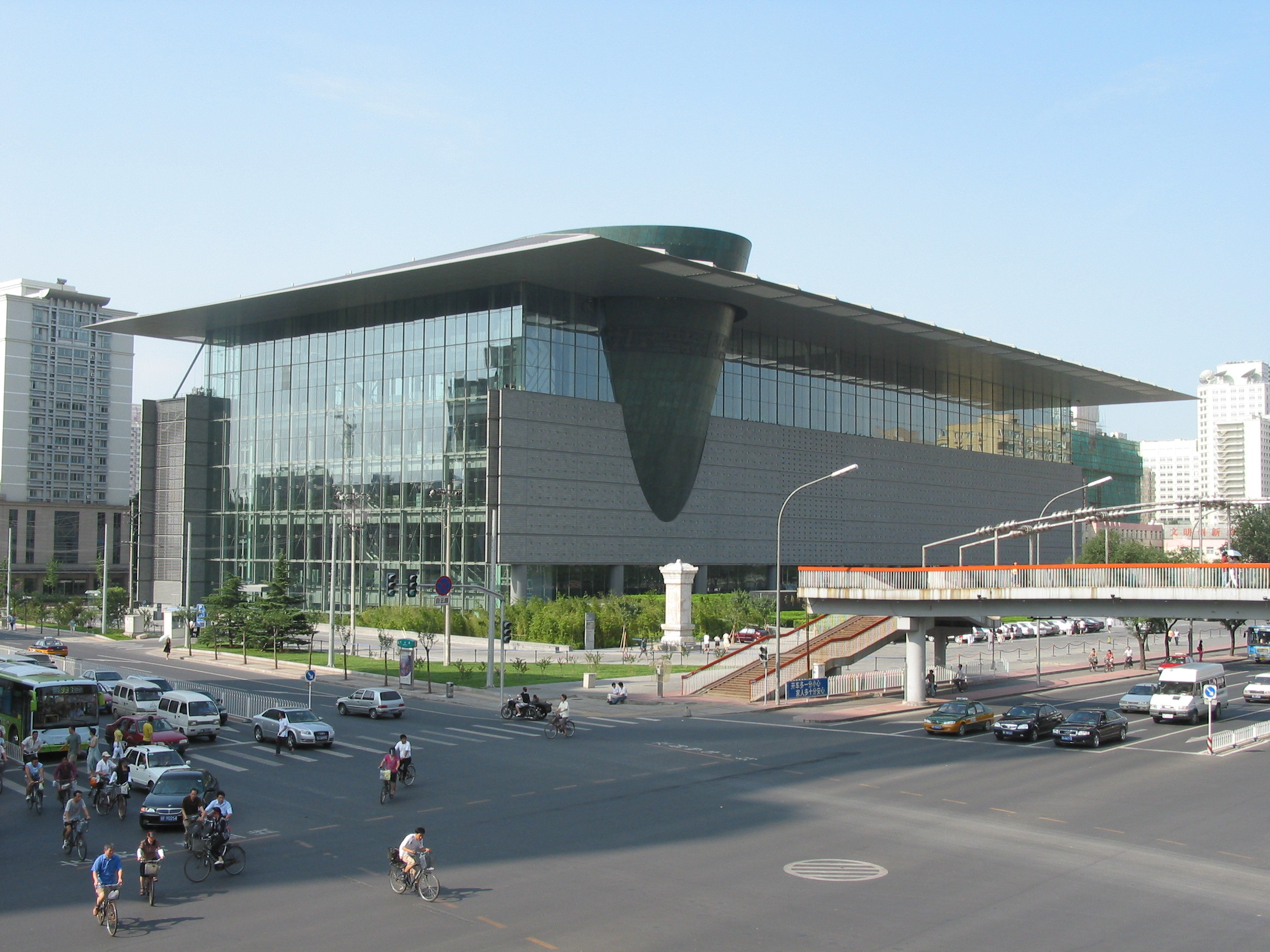
Художественный музей истории в Пекине

## Садово-парковое искусство

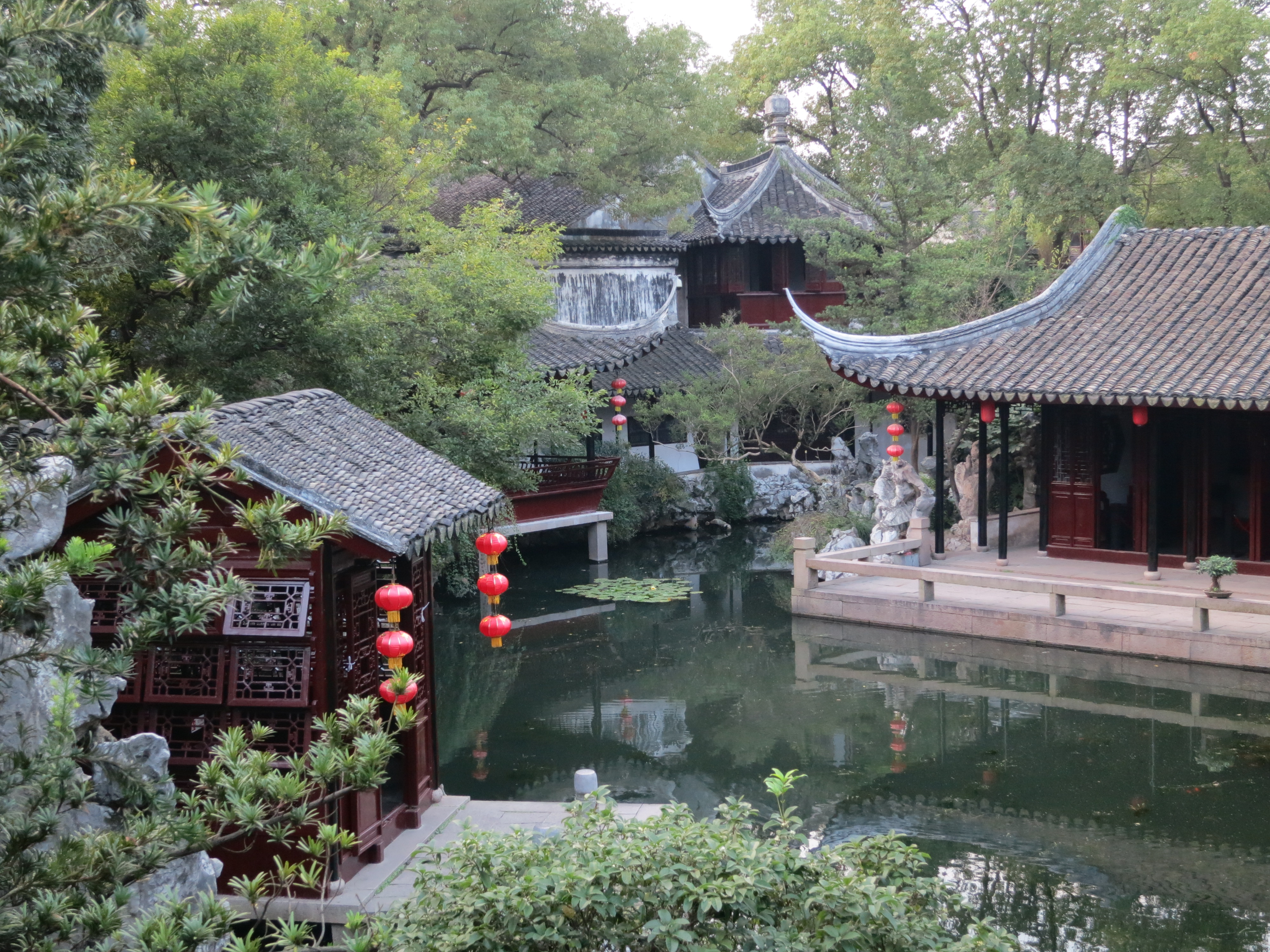
Сад в Тунли, Сучжоу. Фото Christian Gänshirt. 2014

Китайский ландшафтный сад формировался на протяжении трёх тысяч лет. Здесь созданы огромные сады императорской семьи, интимные сады чиновников, учёных, поэтов, солдат и купцов, созданные для уединения и размышлений. Китайские сады гармонично воспроизводят миниатюрные ландшафты, соединяющие человека с природой.
При династии Мин садово-парковое искусство было общим увлечением. Сады были частными и общественными. Человек без собственного садика, не считался принадлежащим к элите общества. В китайских садах проводилось музицирование, чтение, занятия живописью, встречи литераторов и художников, игры. Сады были местом действия в литературных произведениях.
Обычно китайский сад окружали стенами, внутри обустраивали пруды, бассейны, группы камней, сажали деревья и цветы, сооружали павильоны, соединённые извилистыми дорожками. Над водой сооружали мостики. Мостики были каменными округлой формой.
Китайский парк обычно разделяли на три символичные зоны: дикую с развалами камней и скалами; солнечную, засаженную цветниками и другими растениями; умиротворённую плодовыми деревьями и сиренью спокойную зону. Этим зонам соответствовали три пейзажных типа: угрожающий, смеющийся и идиллический.

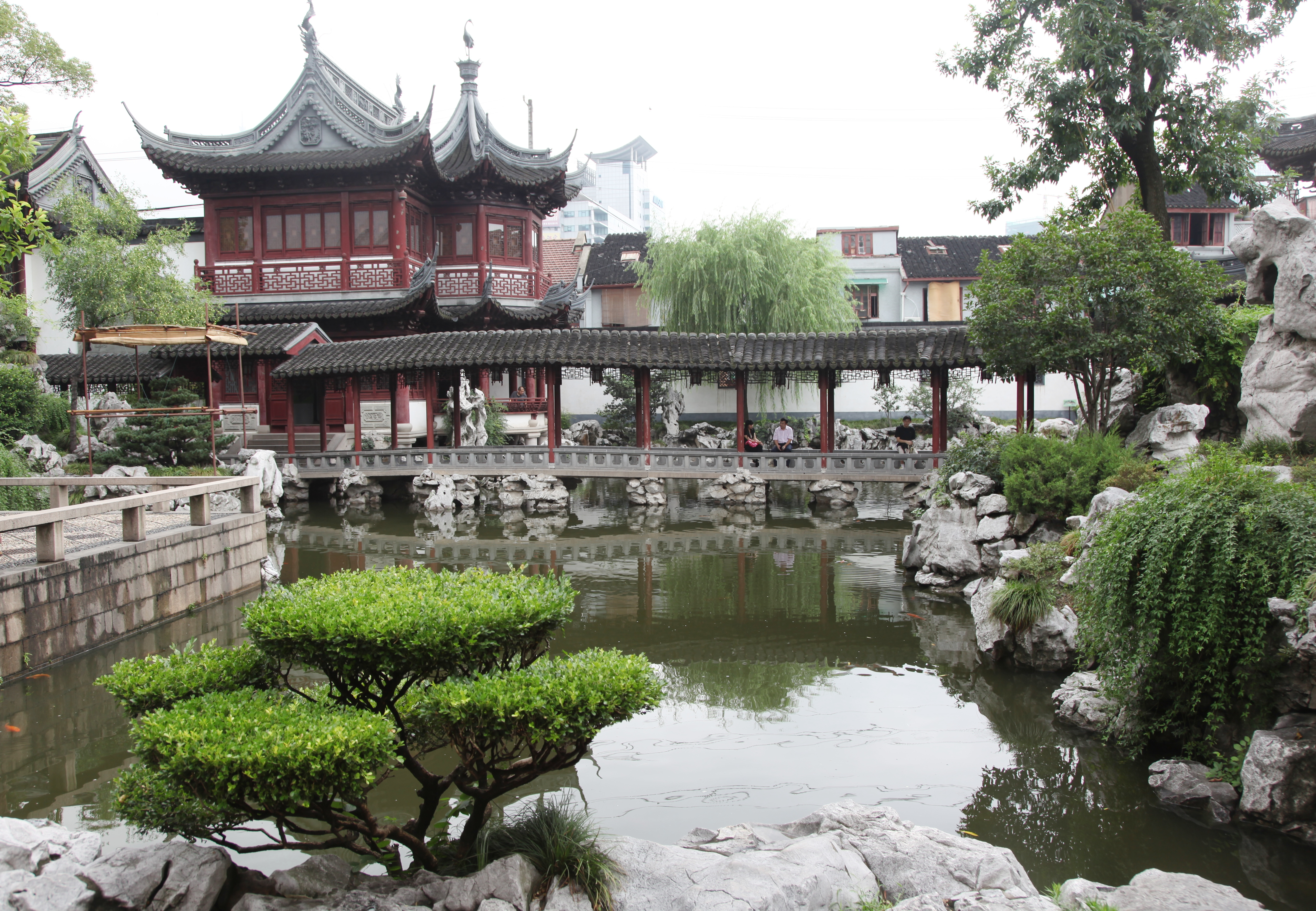

В отличие от интимных садов, императорские парки и сады сооружались с размахом, демонстрирующим могущество правителей и вельмож. Большие постройки образовывали комплексы павильонов и галерей, соединённых дорожками по принципу «дверь в лето». Окна делали так, чтобы через них из одной части парка можно было созерцать другую.
Китайские сады и парки устраивались таким образом, чтобы посетители не могли сразу охватить взором всю его территорию. При продвижении по парку взору постепенно открывались новые виды.
В садах создавались искусственные рельефы: скалы, холмы, пагоды над водой, высаживались редкие и цветущие растения, выращивались карликовые деревья с искривлённо-уродливыми формами, устанавливались статуи животных и курильницы, устраивались лабиринты, в которых человек мог бы часами бродить, несмотря на их небольшие размеры, чайные павильоны.
Сады отличались богатой и разнообразной растительностью. Часто сады представляли собой плантации плодовых деревьев или засеянные лекарственными травами земли. Основным деревом в саду была вечнозелёная сосна — символ благородства. Популярными деревьями были бамбук и считающимися «деревьями счастья» — слива, персик, ивы, магнолии. Из цветов сажали «Царь цветов» — пион. Садовых пионов было выведено около ста сортов. Цветы (хризантемы, гортензии, нарциссы) высаживались на клумбах, в виде зарослей у воды, в горшках. В китайский сад не сажали травяные газоны. Растительность сада выступала как знак определённого настроения человека.
Наиболее известные сады и парки Китая: Сад Юй Юань, Летний дворец в Пекине, Парк Сяншань, Парк Бэйхай и др.

## Наука
Китайским искусством, а также китайской философией, экономикой, политикой и др. занимается наука китаеведение (синология).
Основными теоретиками китайского искусства были сами китайцы. Крупнейшими из них были художники Гу Кай-чжи (4 в. н. э.), Се Хэ, (5 в. н. э.), изучавшие эстетические взгляды и нормы своего времени, Ван Вэй (8 в н. э.), музыковед Цзин Фан (78-37 до н. э.), лингвист Янь Шигу и др.
Сообразно нуждам миссионеров китаеведение развивалась также извне Китая — монахами ордена иезуитов. Они исследовали китайский язык, культуру, историю и природу страны.
В 1732 году в Неаполе было создано первое научно-исследовательское учреждение по изучению Китая. В России китаеведение изучалось в рамках Духовной миссии, преподавателями Казанского университета. Первыми представителями отечественного китаеведения были о. Иакинф, о. Палладий, В. П. Васильев.
Во второй половине XIX в. вклад в развитие разделов синологии, касающийся китайского искусства внесли французский синолог Гранэ, Марсель, британские — Артур Уэйли и Джайлз, Герберт, российские — Георгиевский С. М., Ивановский А. О., Попов П. С.
В 1929 году в СССР был создан Институт востоковедения, в котором работали китаеведы В. М. Алексеев, Н. И. Конрад (1891—1970), Б. А. Васильев (1898—1937), Ю. К. Щуцкой (1897—1938), А. А. Штукин (1904—1963) и др.
Китаеведение развивается также в Институте восточных рукописей РАН, Институте Дальнего Востока РАН, Институте стран Азии и Африки при МГУ и Восточного факультета ЛГУ/СПбГУ.
К современным китайским теоретикам искусства относятся Ли Сяошань, У Гуаньчжун, Джан Дин, Цин Чжу, А Ин, Мао Дунь, Айсинь Гиоро Улхичунь и др., к российским китаеведам — А. И. Кобзев, Е. А. Торчинов, М. Е. Кравцова, В. Ф. Феоктистов, А. Е. Лукьянов, О. Е. Непомнин, Л. С. Переломов, В. Н. Усов, Б. Л. Рифтин и др.

## Искусство этнических групп Китая
Официально в Китае проживает 56 национальностей. Основную часть населения составляют ханьцы (92 %), остальные народы называют национальными меньшинствами.
В южной части Китая проживает этническая группа Мяо (7,65 млн чел.). В начале XV в. «Страна мяо» была завоёвана и Гуйчжоу стала провинцией Китая. Традиционной у народа была вера в добрых и злых духов, высшим духом считался дух грома. Существовавший культ предков, постепенно заменялся даосизмом и буддизмом. Дома Мяо расположены чаще на склонах гор, стены деревянные или бамбука, глинобитные или из щебня, крыша двускатная. Мяо имеет богатый фольклор, свои песни и танцы. Праздники в деревнях сопровождаются музыкальным инструментом лушэн из 6 бамбуковых трубок.. Женщины занимаются вышиванием.
В районе Внутренней Монголии проживают этнические монголы (5,810 млн чел.). Ведя кочевой образ жизни часть монгол живёт в юртах (гер). Гер имеет деревянную решётчатую рамку возведённую в круг. Скот обеспечивает монгол всем, что необходимо для жилья, одежды, питания. Буддизм проник к ним в конце 12 — начале 13 вв.
Тибет населяют тибетцы. Говорят они на тибетском языке сино-тибетской группы языков. Численность населения — 5,4 млн чел. По роду занятий их разделяют на горных оседлых земледельцев (более половины), полуоседлых земледельцев-скотоводов и кочевников-скотоводов. Тибетцы в основном буддисты. Есть секты. Преобладающей свяется желтошапочная секта гелугпа. У народа распространён эпос. Народный праздник цам с представлениями проходит под звуки смычковых инструментов, колокольчиков.
Народ Хуэй насчитывает около 8,6 млн человек. Живут они в основном в Нинся-Хуэйском автономном район Китая. Имеют иероглифическую письменность, относятся к мусульманам-суннитам.
Коренной народ в Южном Китае — чжуаны (16 178 811 чел.). Проживают в основном в Гуанси-Чжуанском автономном районе (14,24 млн человек), а также провинциях Юньнань (1,14 млн) и Гуандун (570 тыс.). Основные занятия — поливное земледелие, вне зоны ирригации — мотыжное. В народе распространён буддизм и даосизм. Чжуаны известны красочной парчой.
В провинциях Юньнань, Сычуань, Гуйчжоу,Гуанси-Чжуанском автономном районе Китая проживает народ И. Численность — около 7,8 млн чел. В древности у народности был распространён политеизм, в эпоху династии Цин — даосизм, к концу XIX в. часть иян обращена в христианство. До середины XX в. в народе сохранялся рабовладельческий строй.

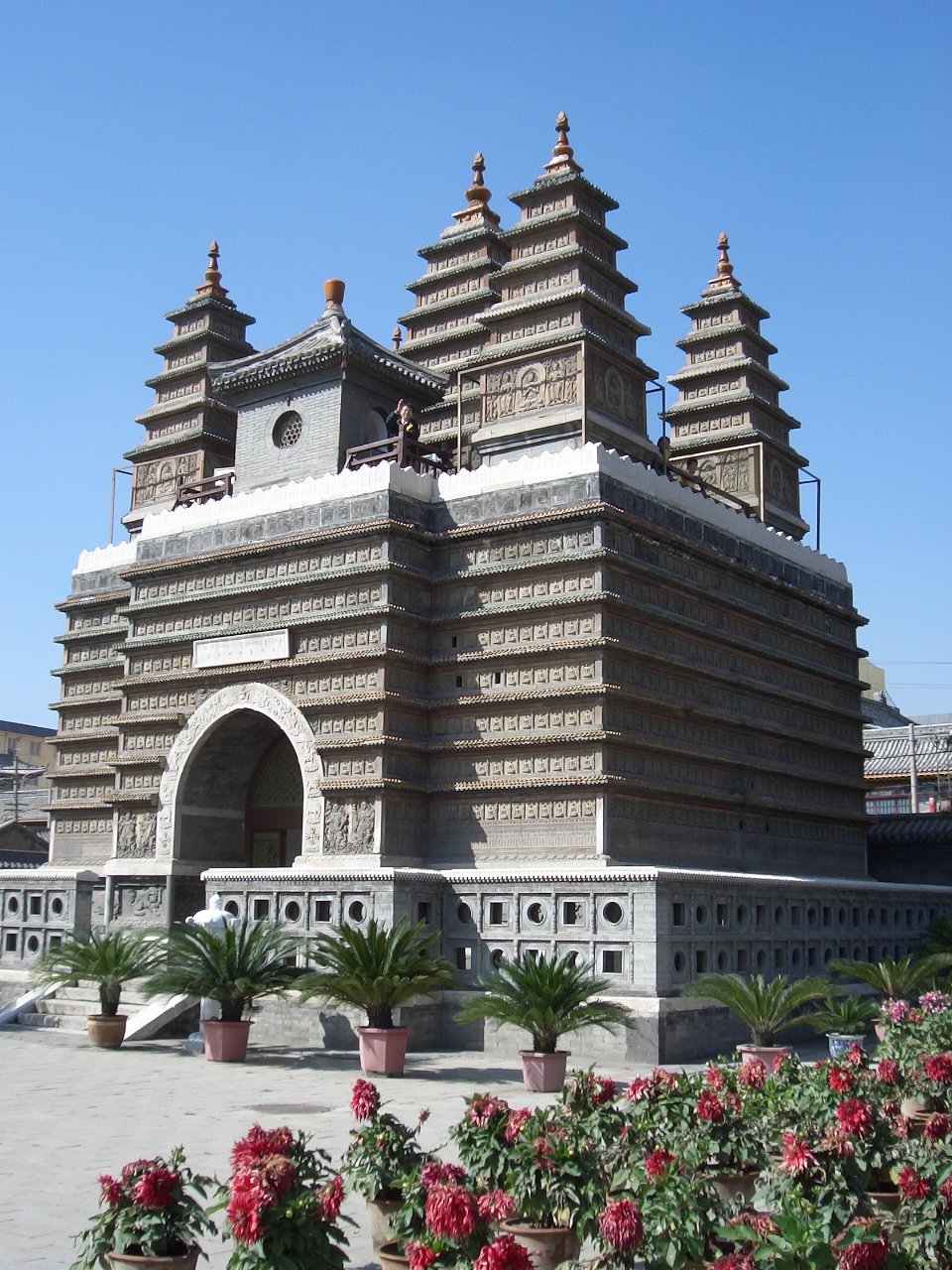
Монгольская пагода храма в Хух-Хото. 1732г.
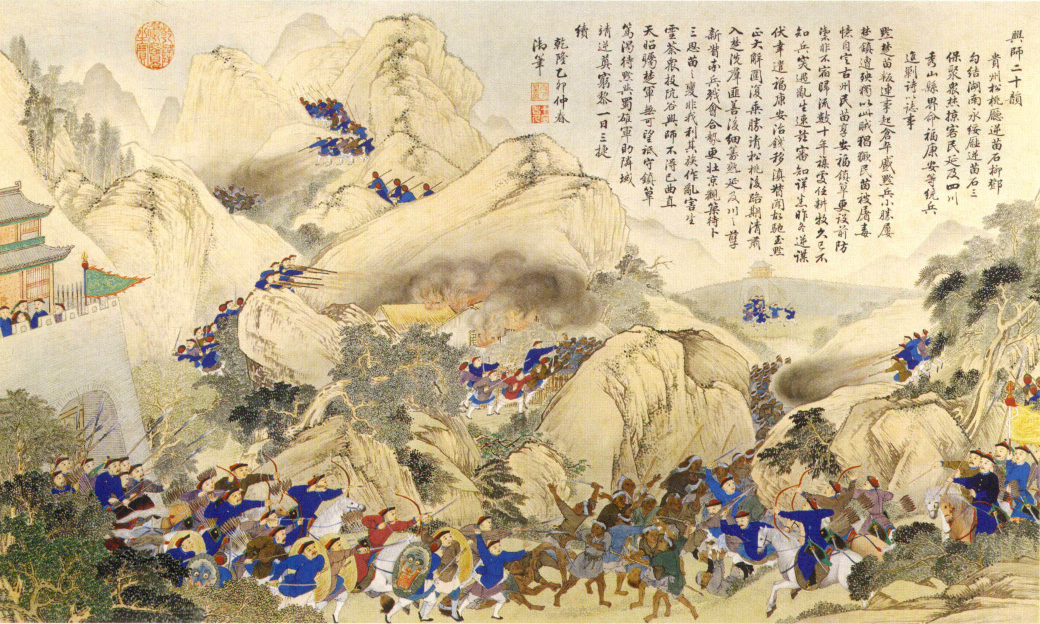
Сцена кампании против Мяо. 1795г.
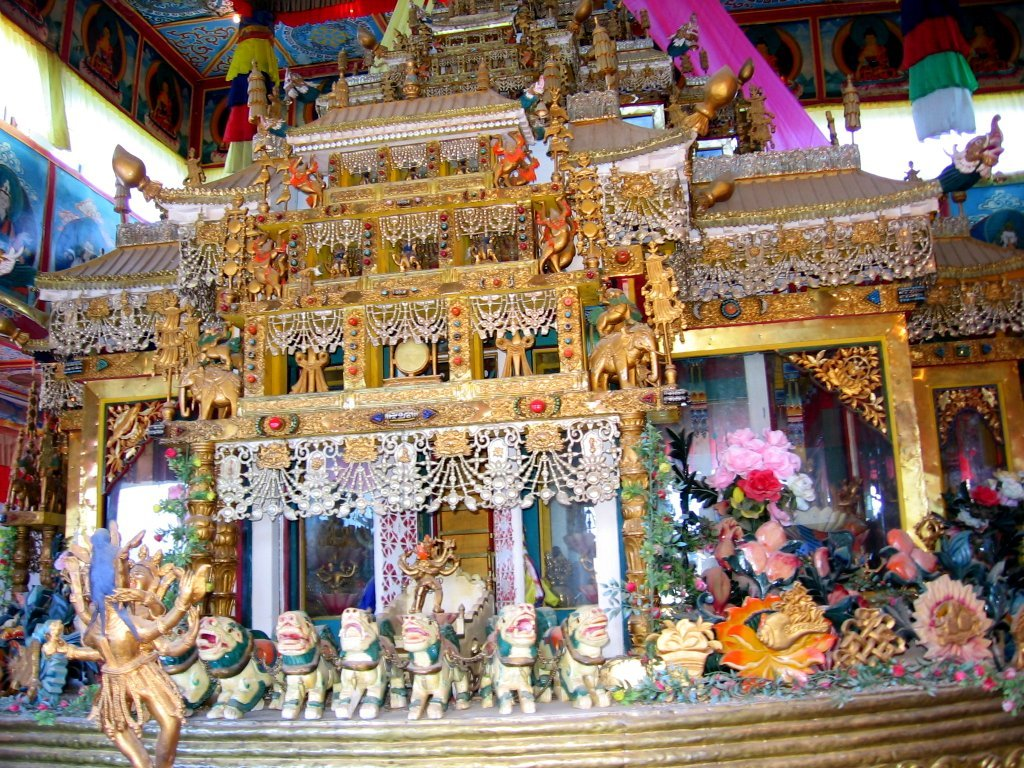
В тибетском монастыре Ганзи.
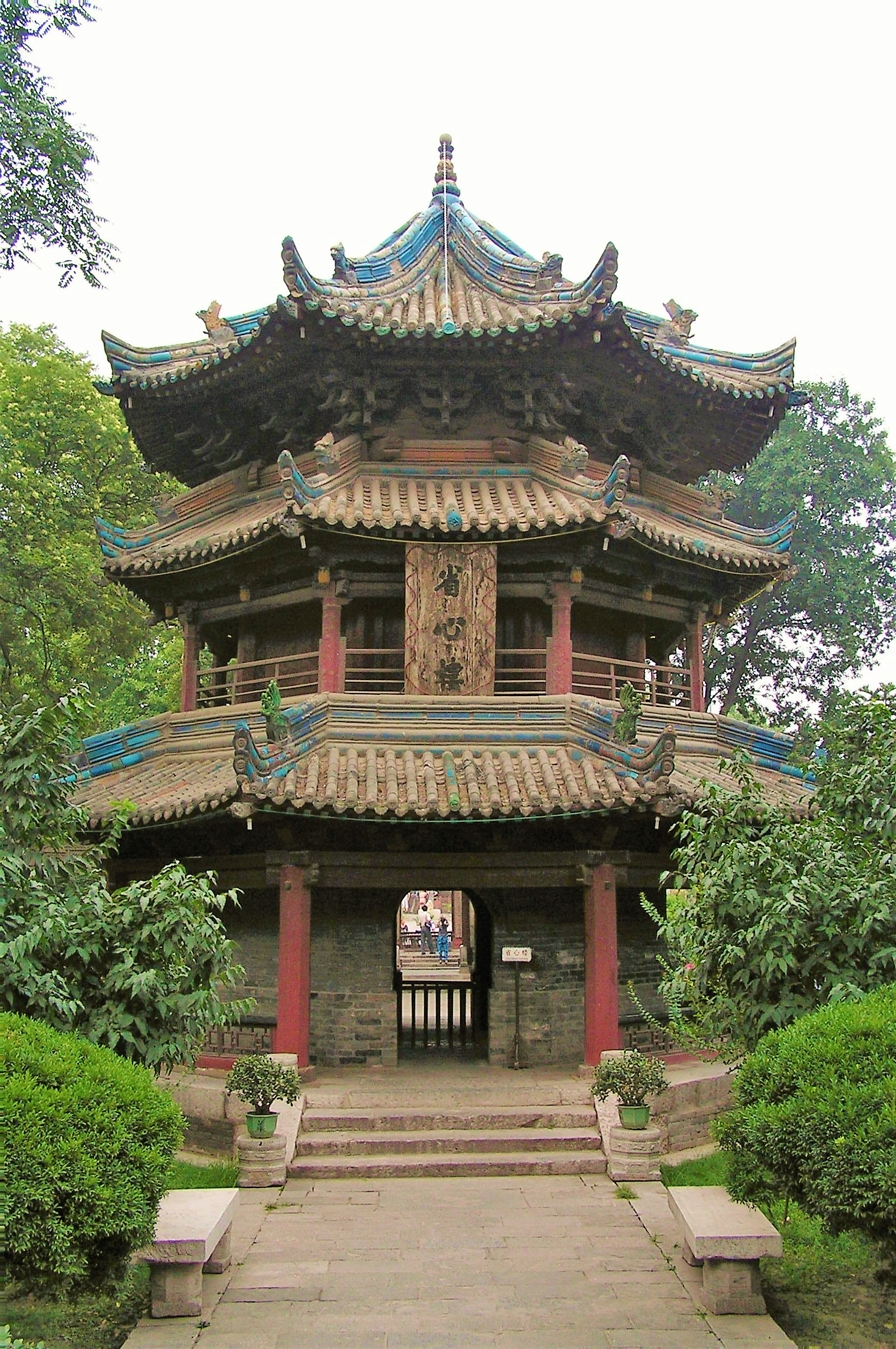
Мечети хуэйцзу. Минарет Большой сианьской мечети.
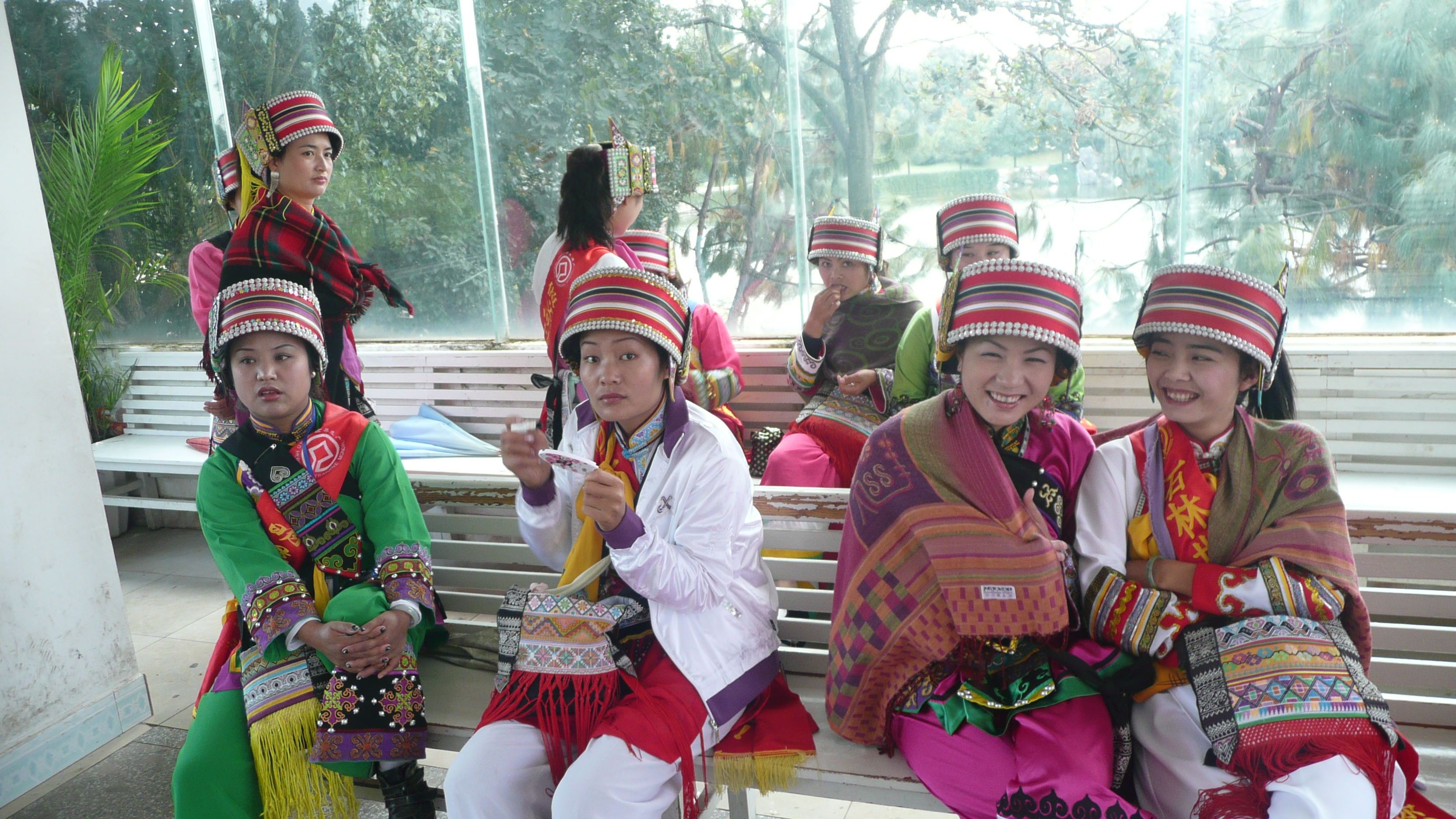
Женщины в национальной китайской одежде.